# Plusiinae
Plusiinae là một phân họ rất nhỏ gồm các loài bướm đêm thuộc họ Noctuidae.

## Thư viện ảnh

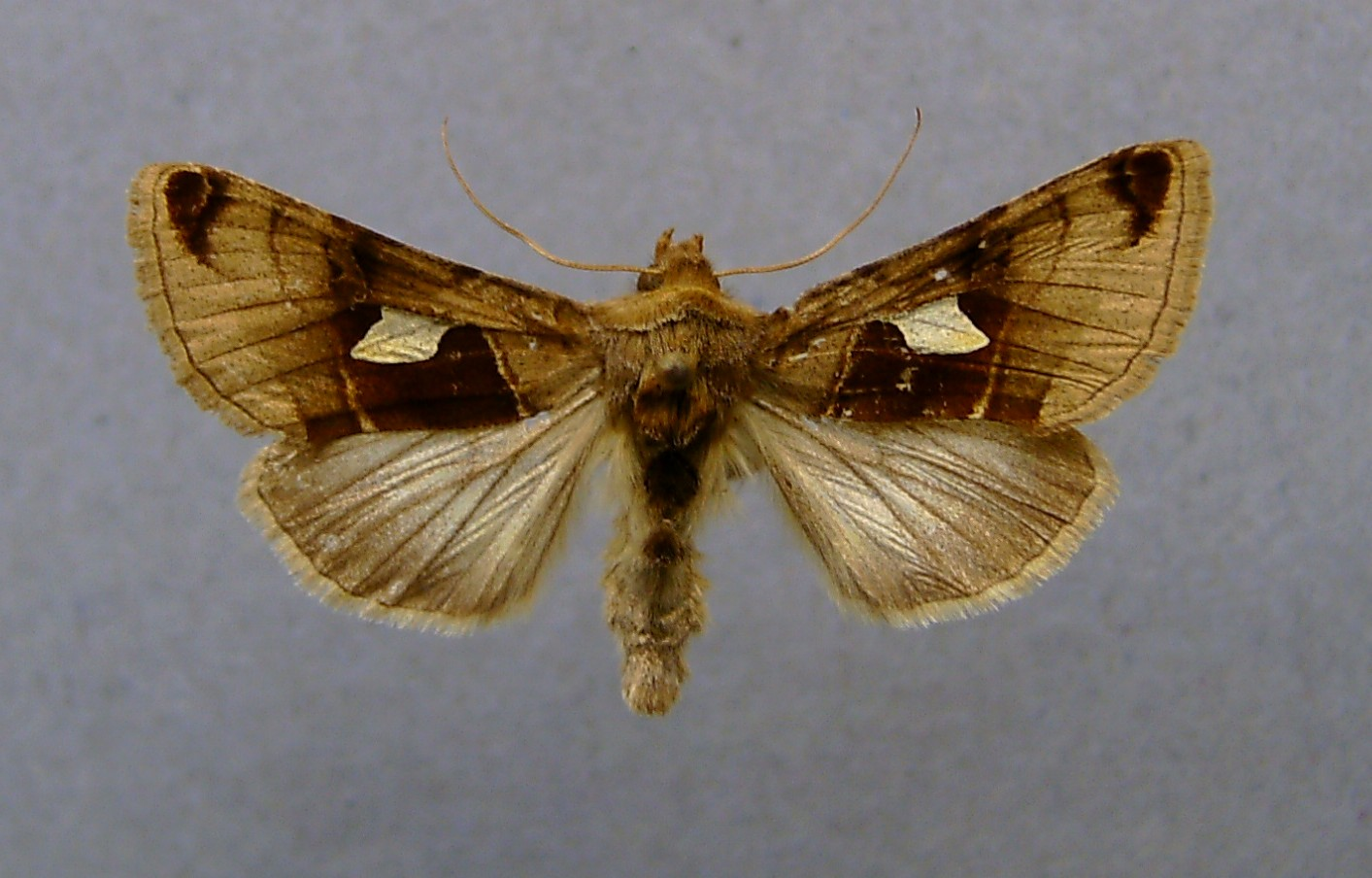
Autographa aemula
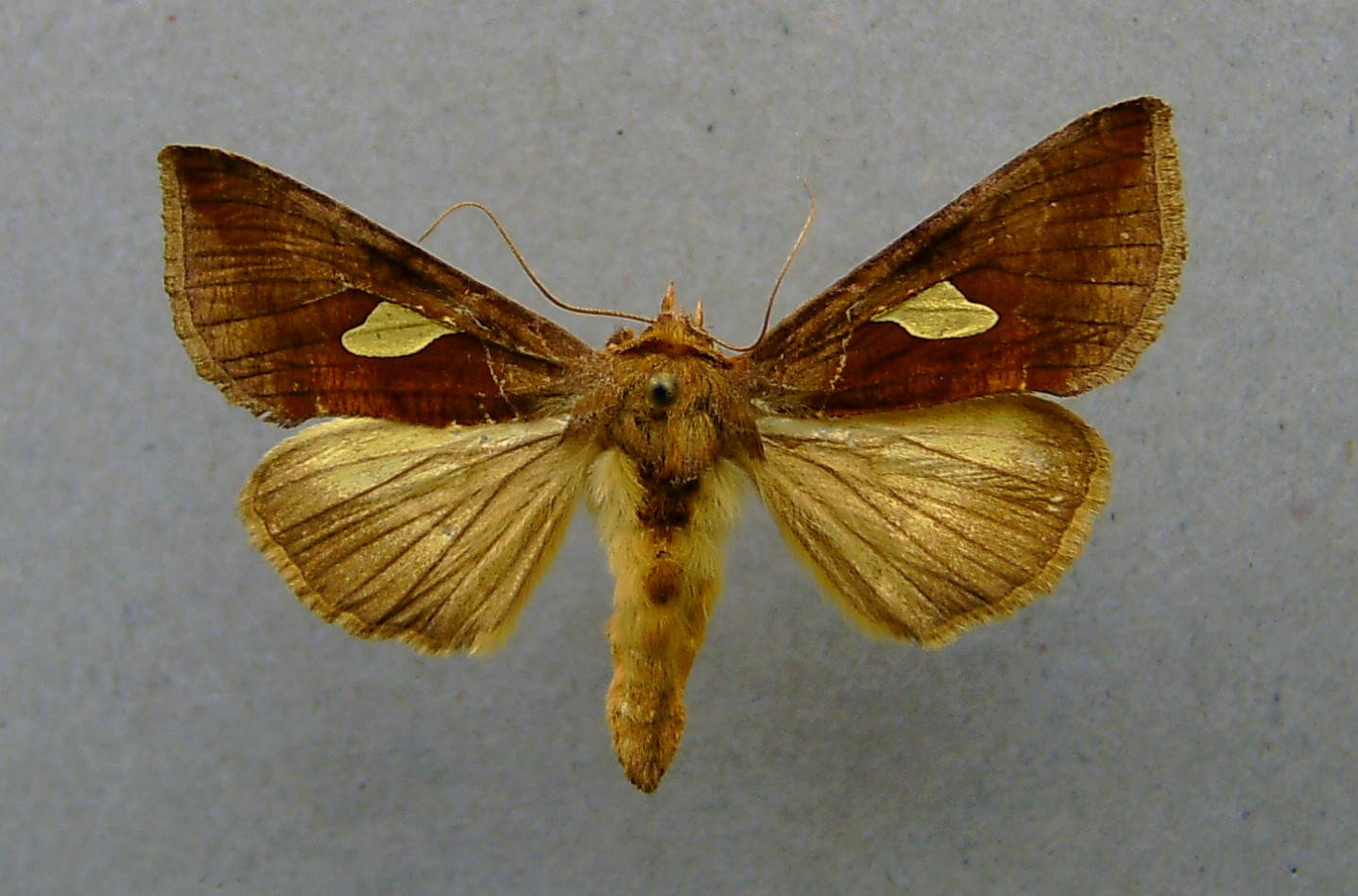
Autographa bractea
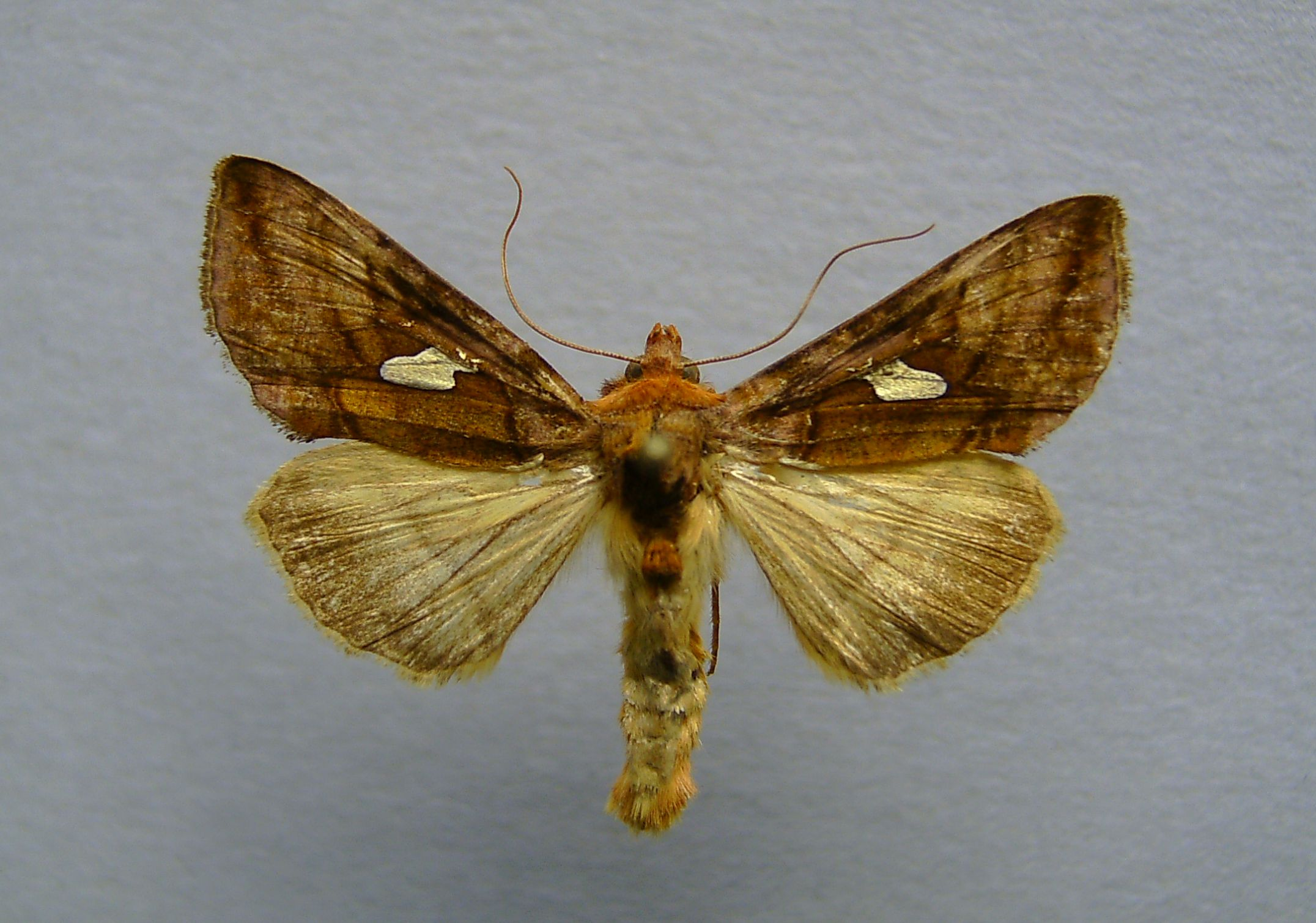
Autographa excelsa
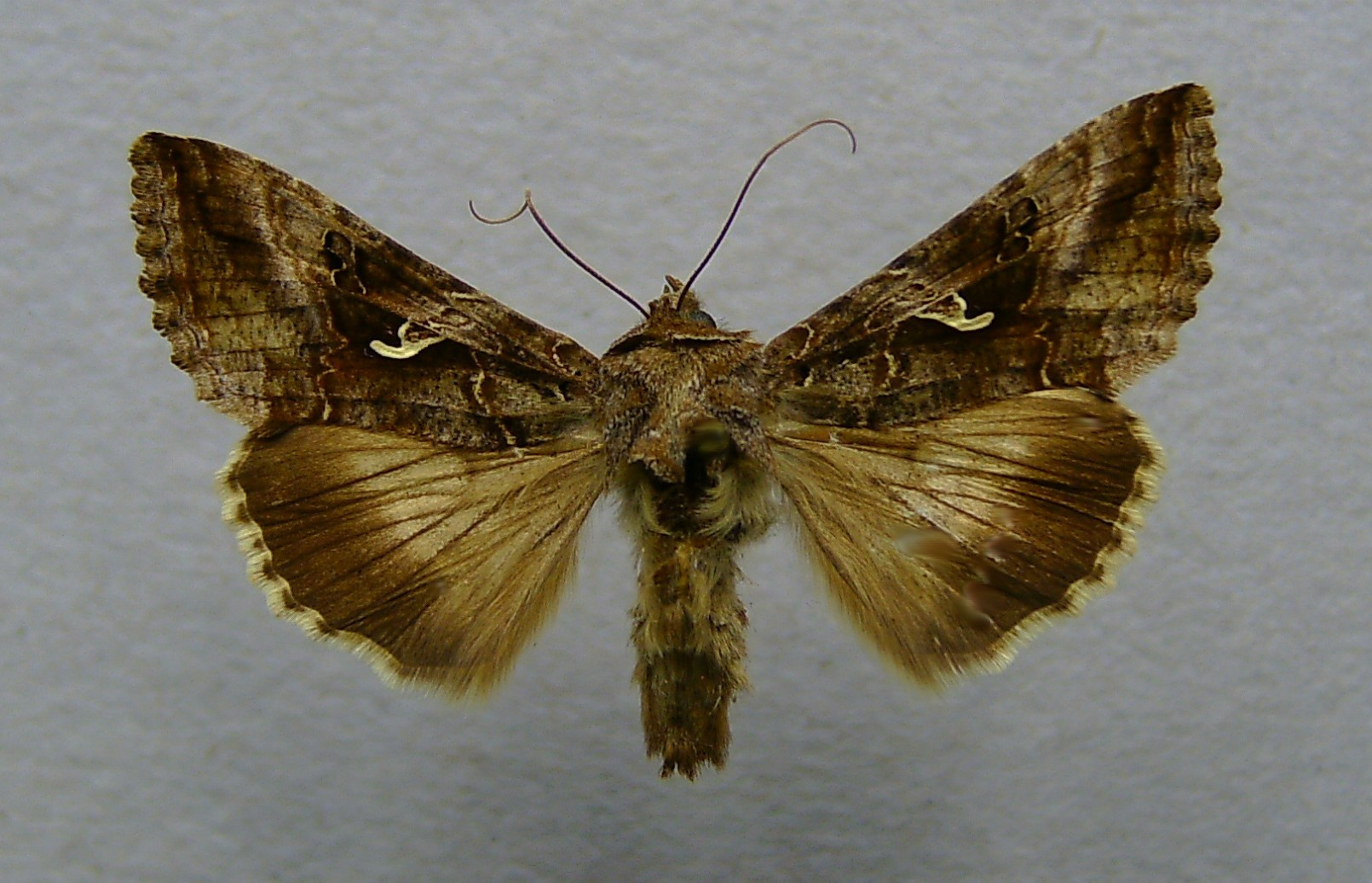
Autographa gamma
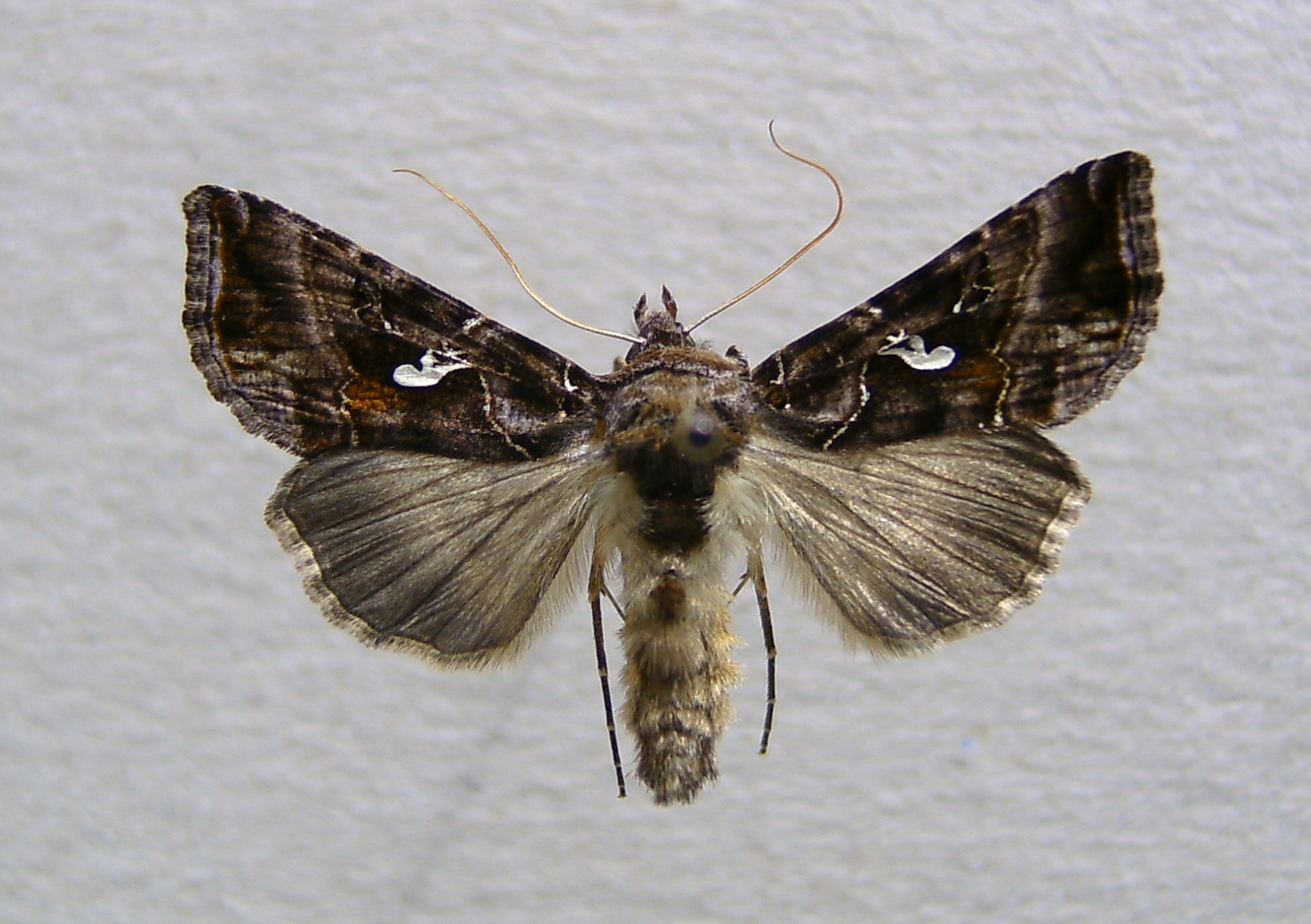
Autographa mandarina
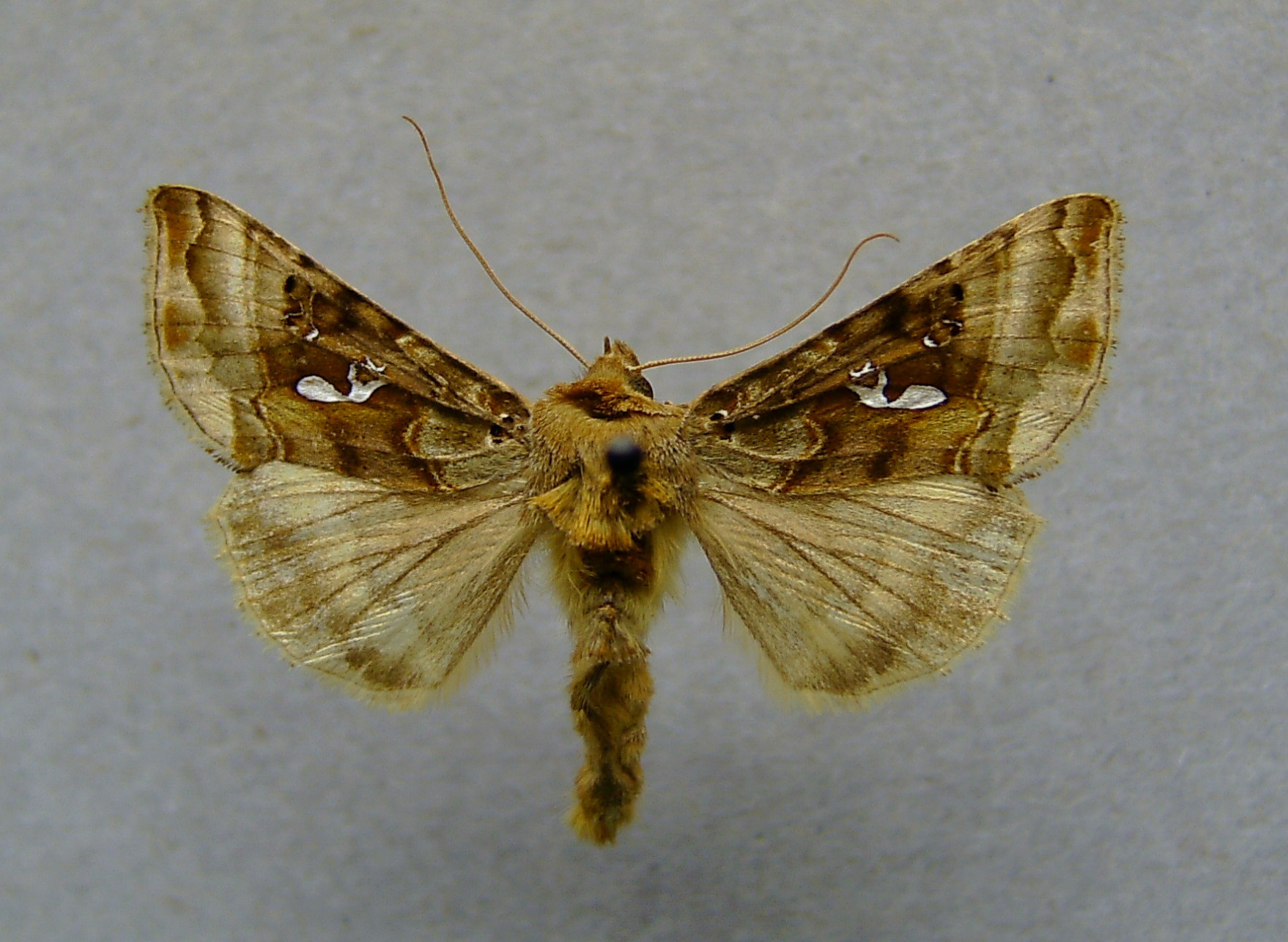
Autographa macrogamma
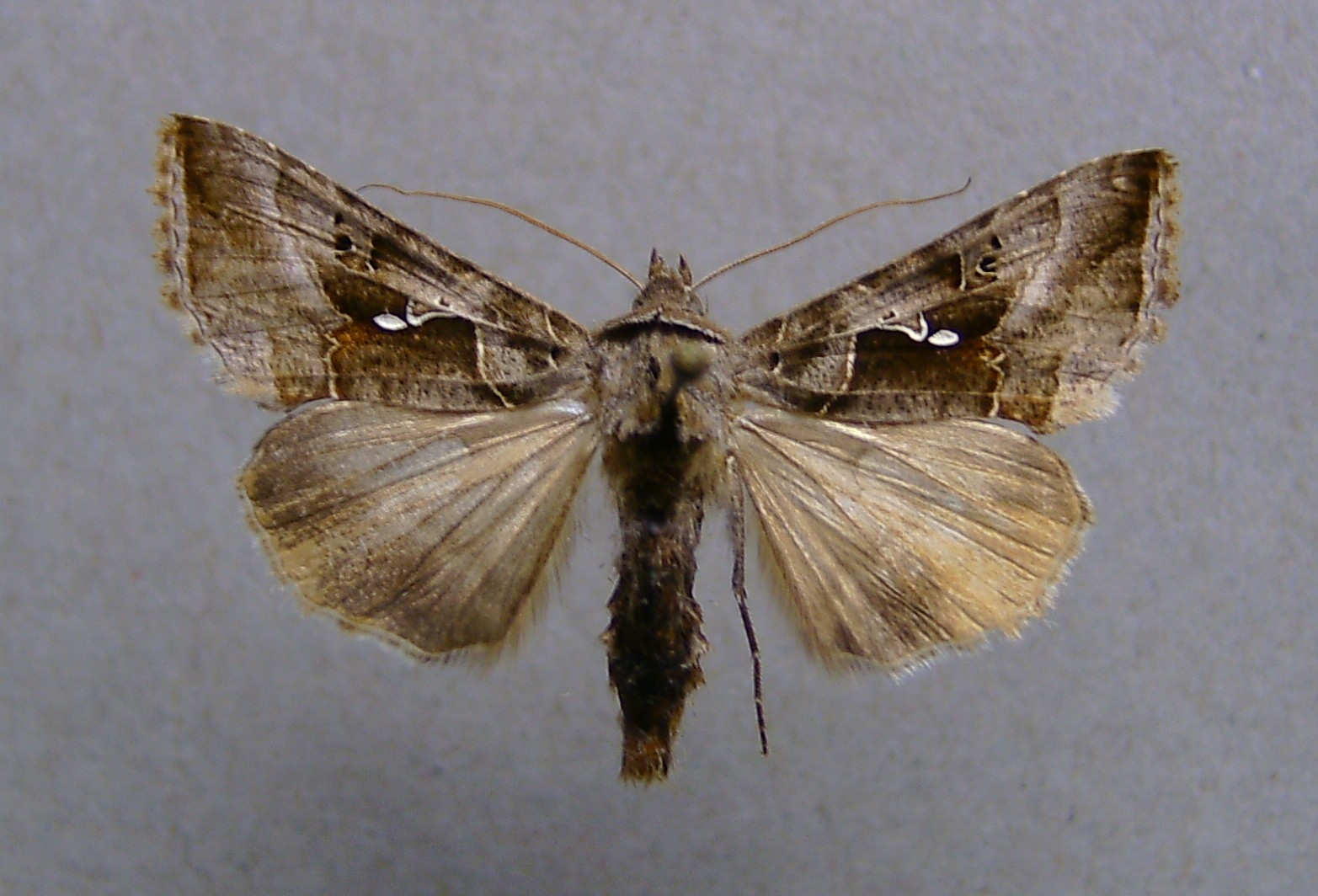
Autographa nigrisigna
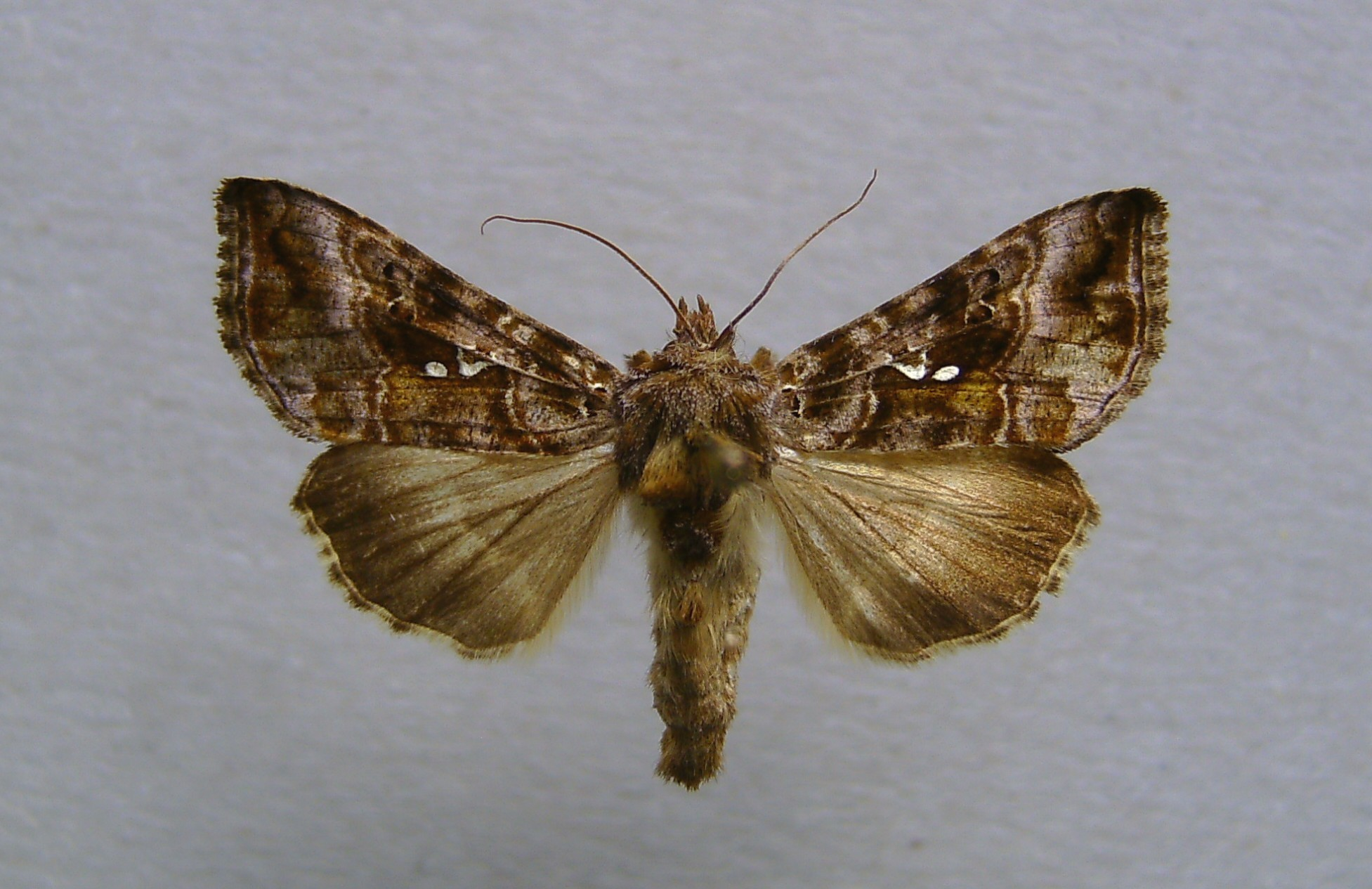
Autographa buraetica
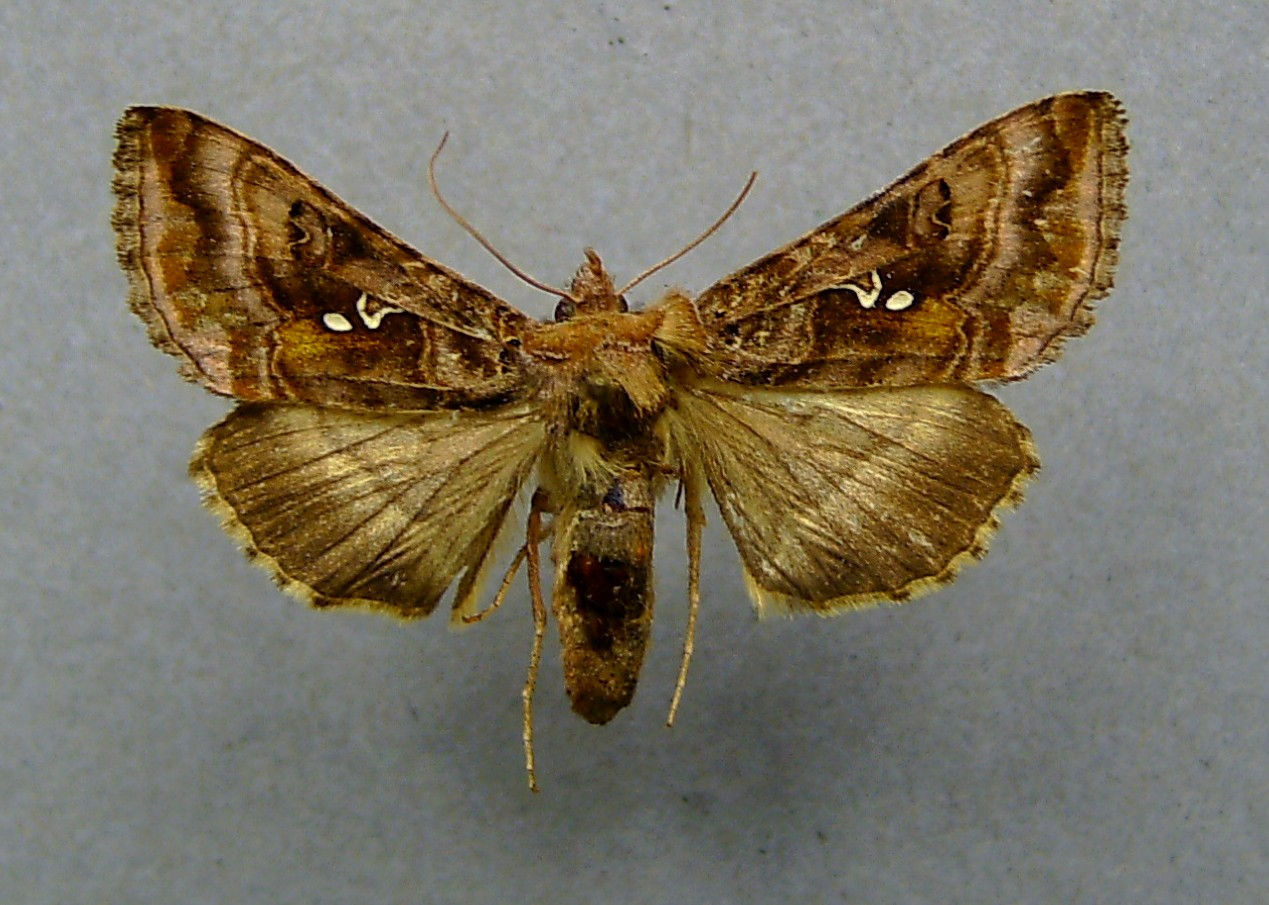
Autographa pulchrina
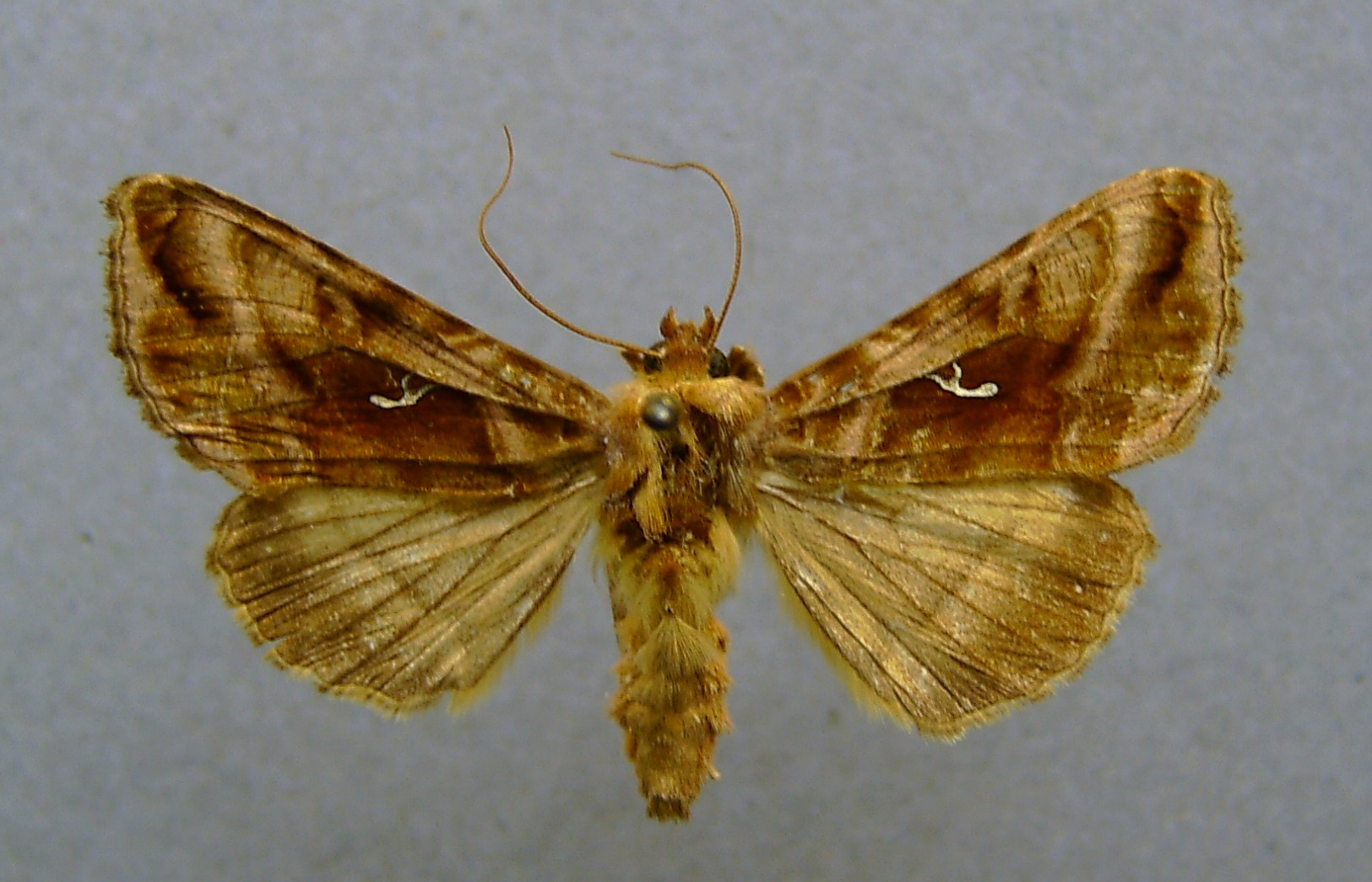
Autographa jota
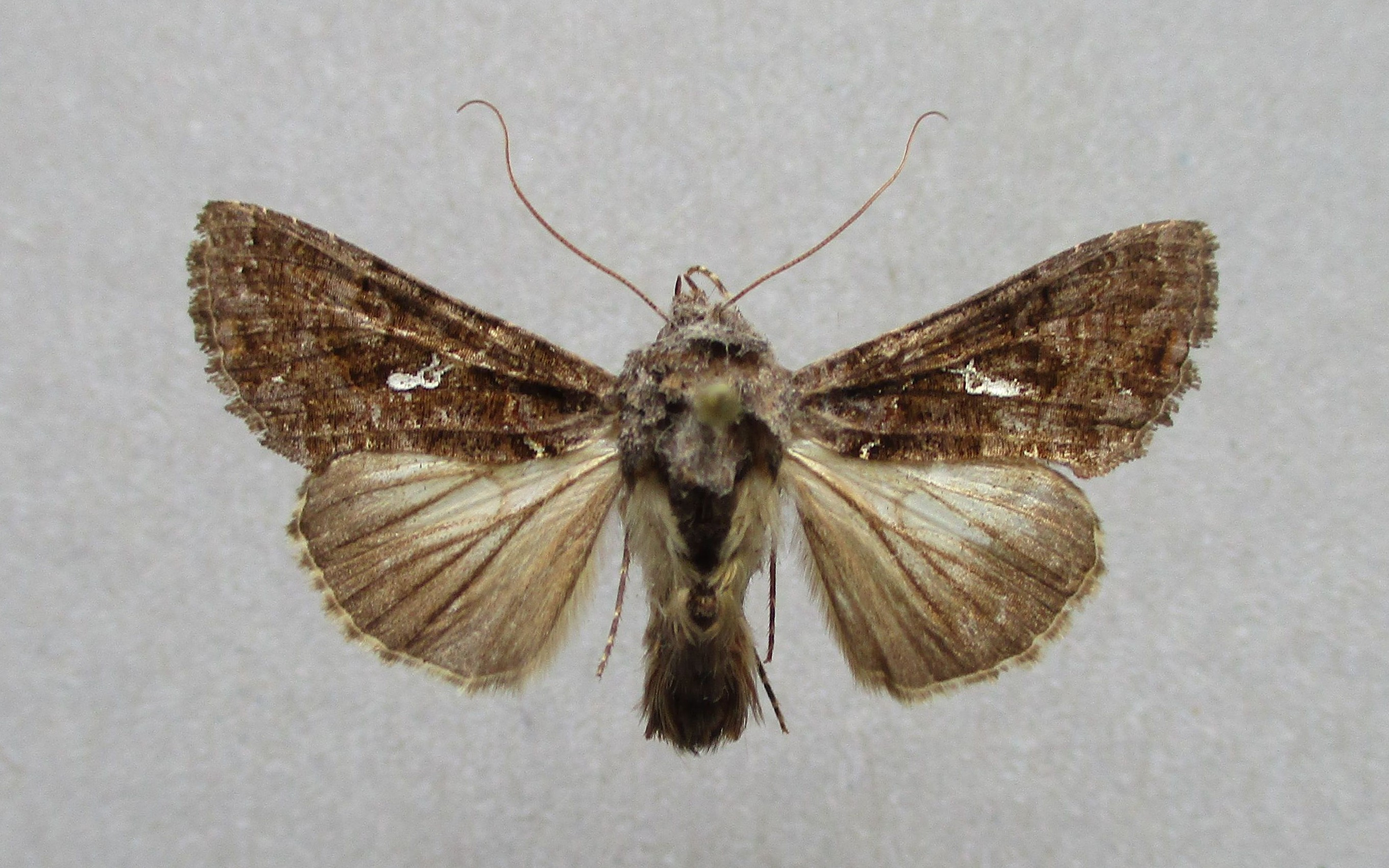
Ctenoplusia limbirena
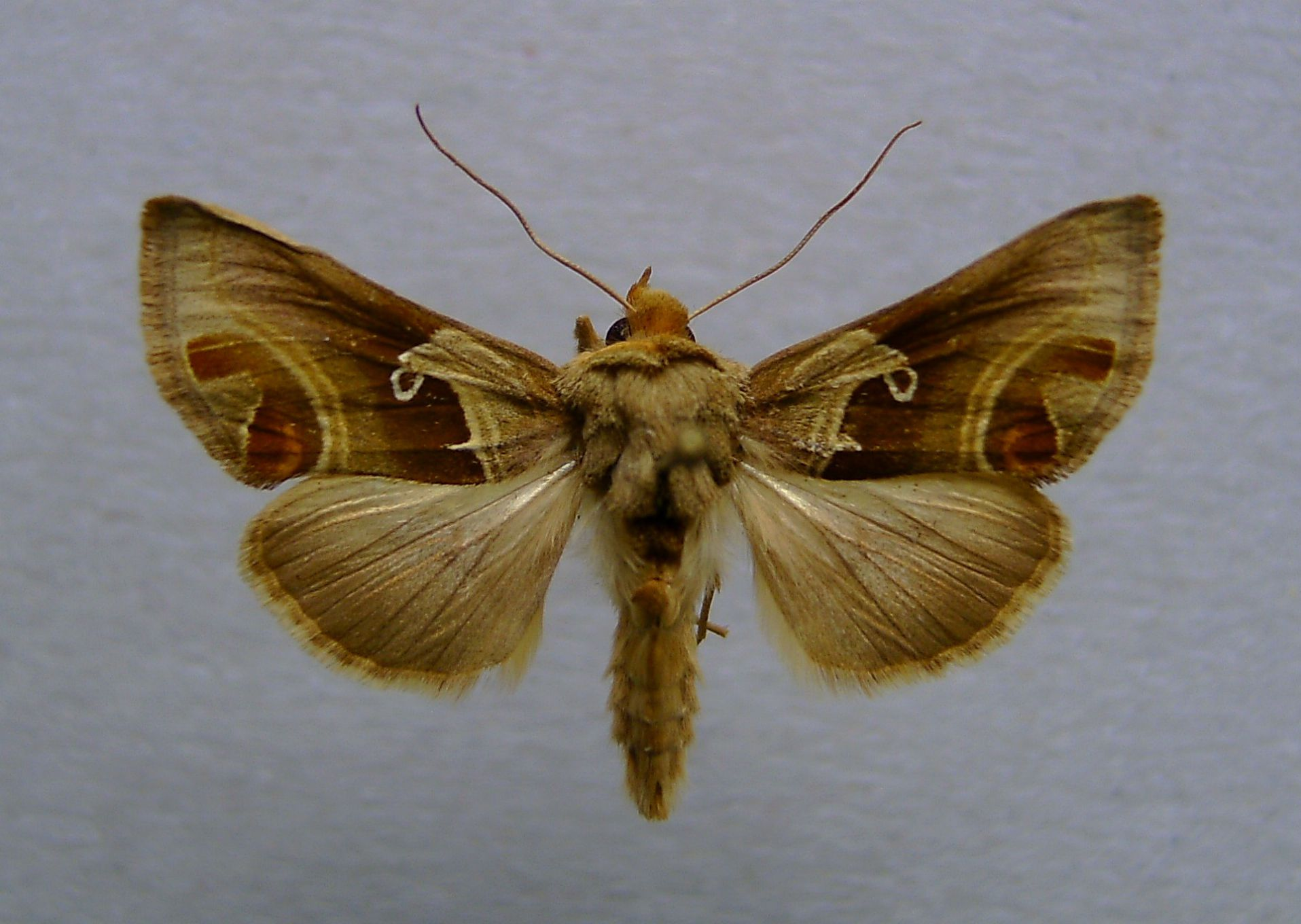
Euchalcia taurica
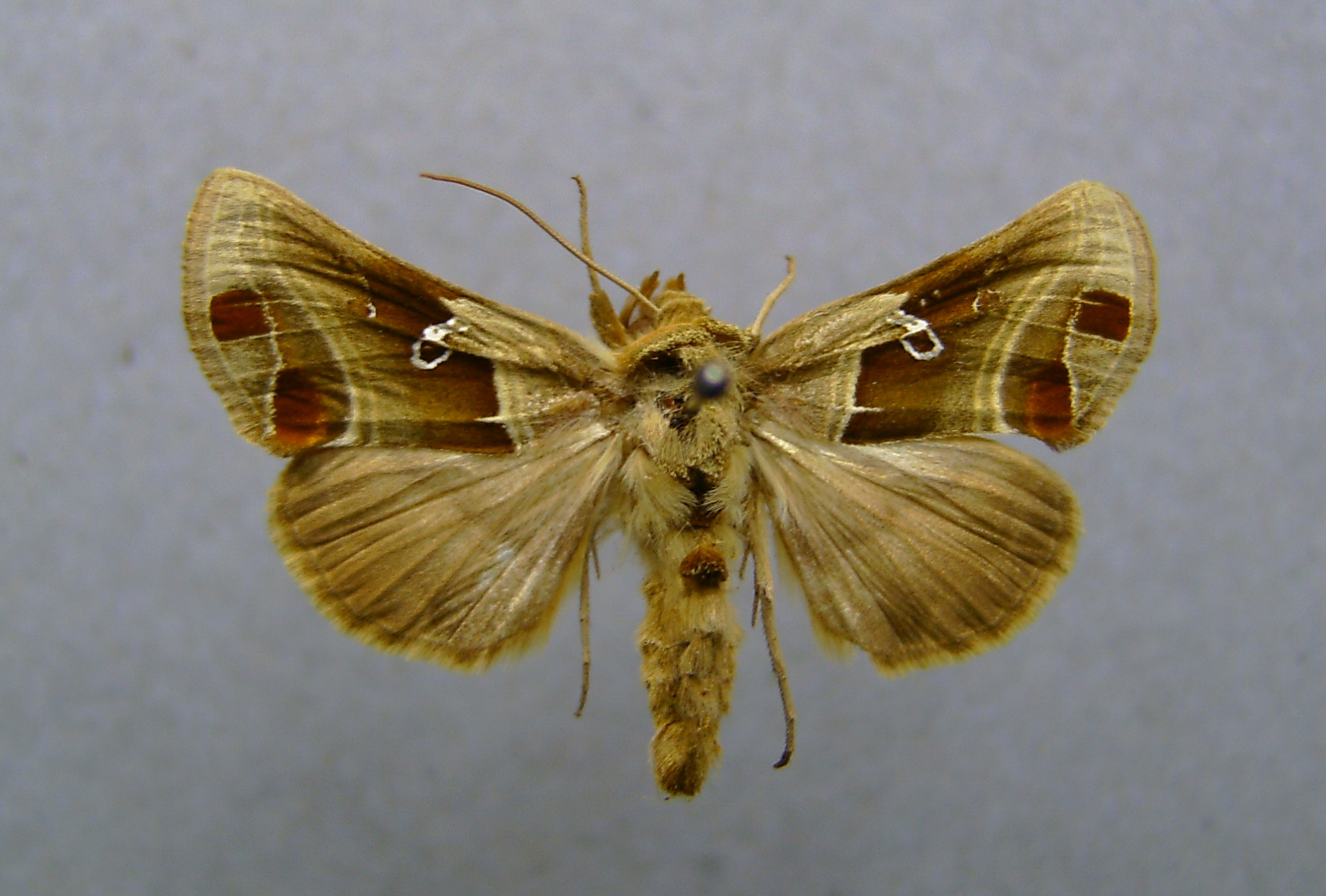
Euchalcia consona
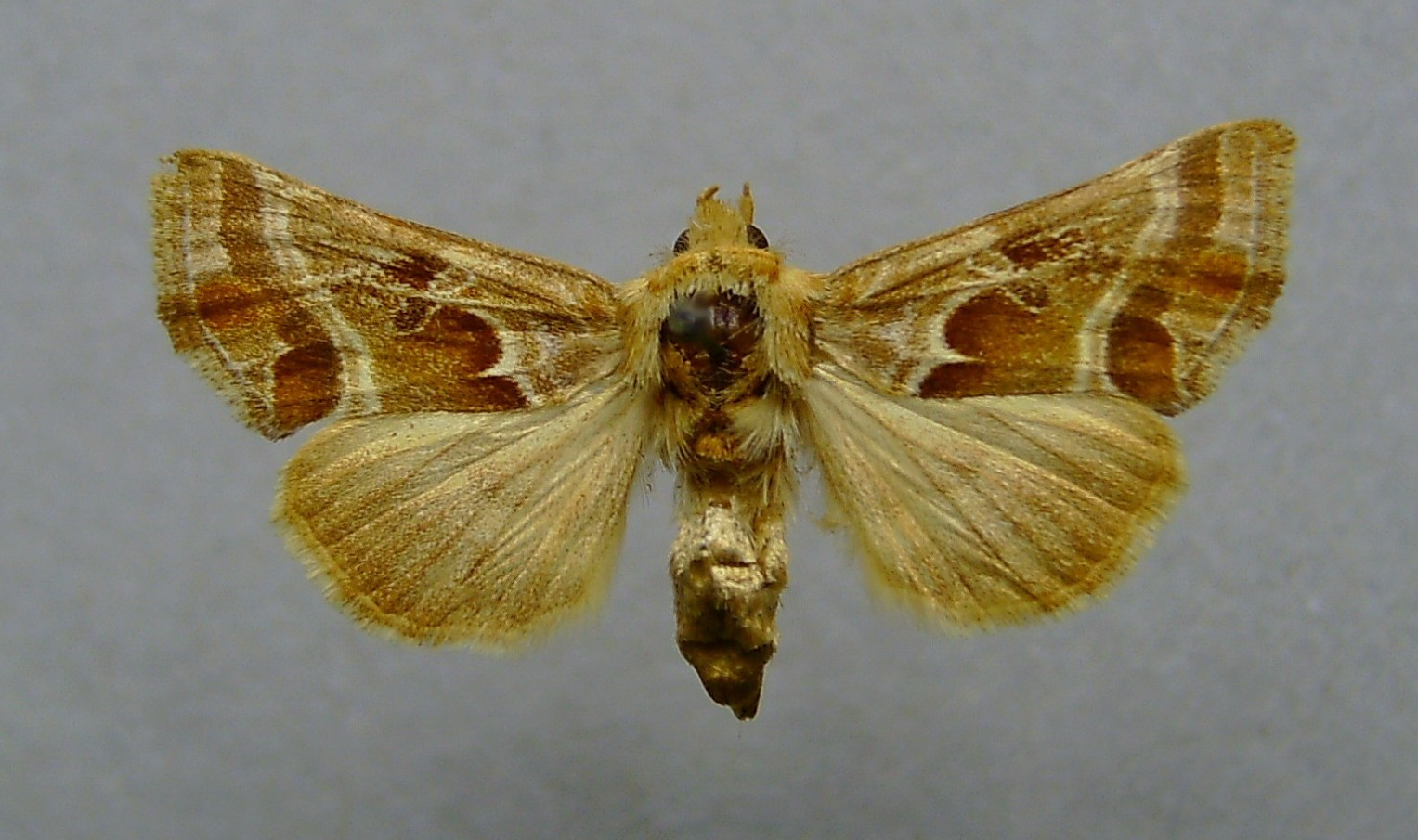
Euchalcia siderifera
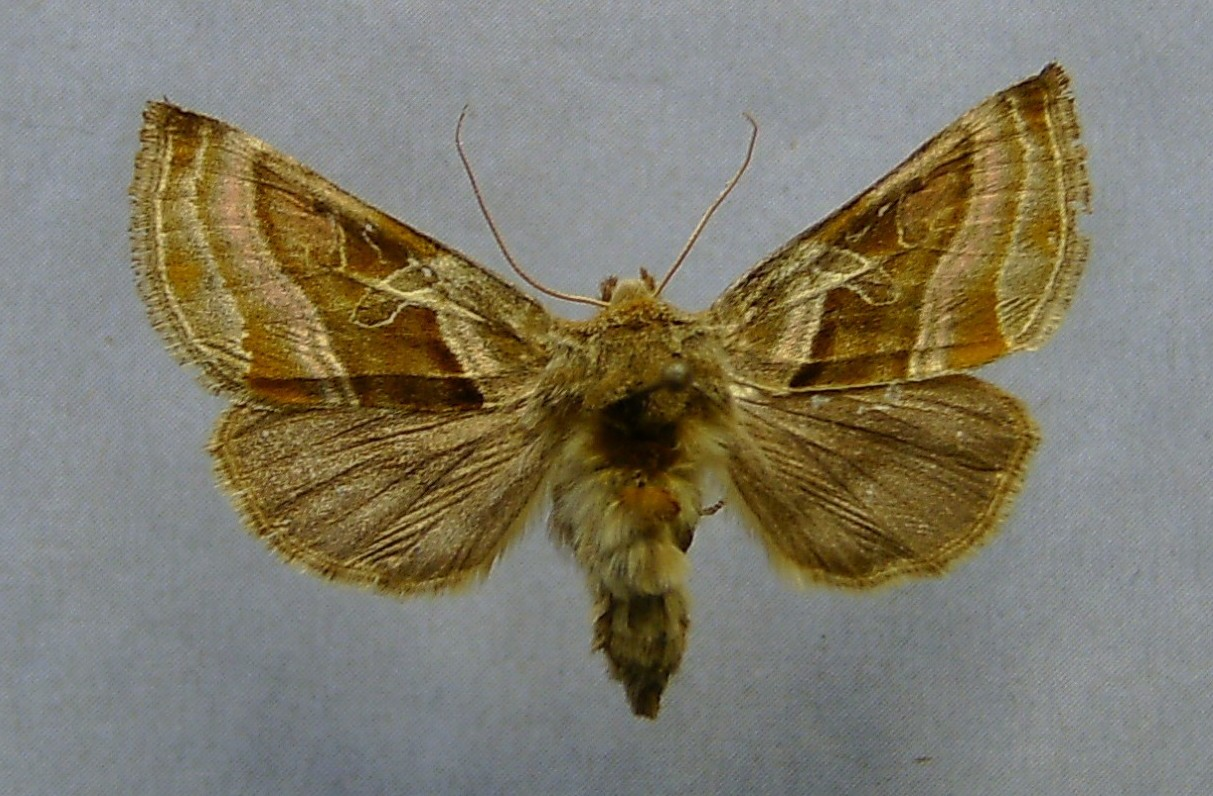
Euchalcia variabilis
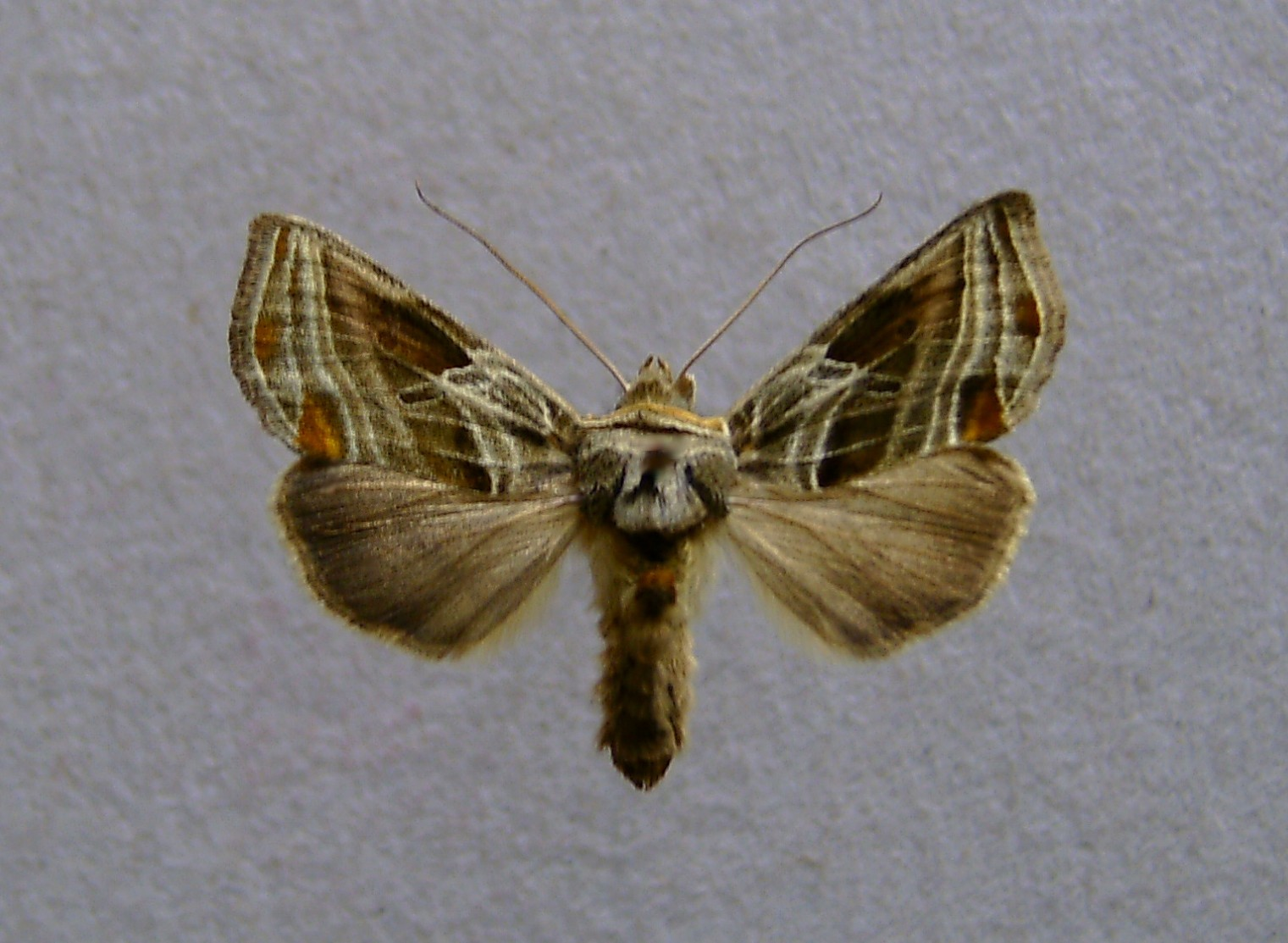
Euchalcia modestoides
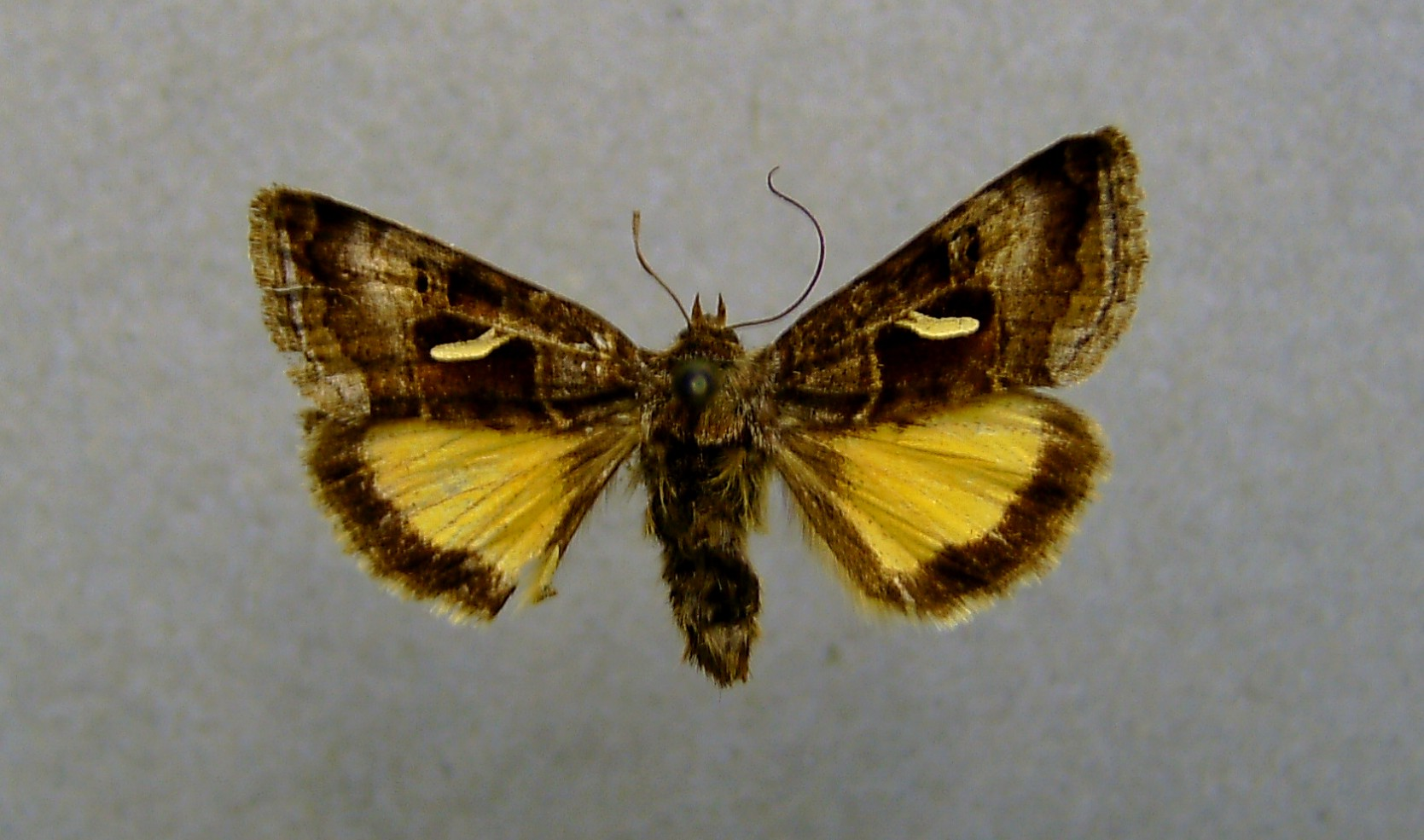
Syngrapha hochenwarthi
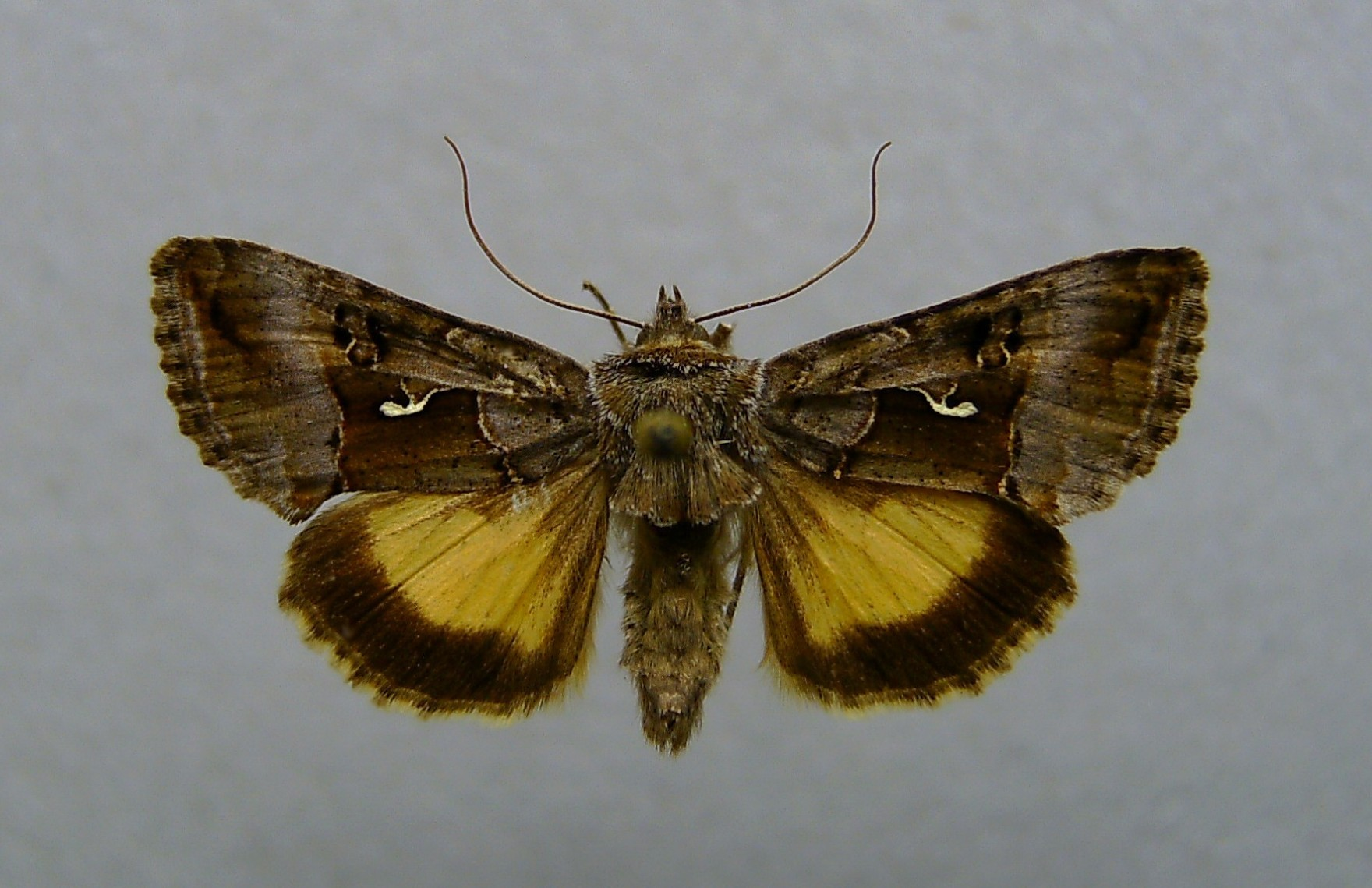
Syngrapha microgamma
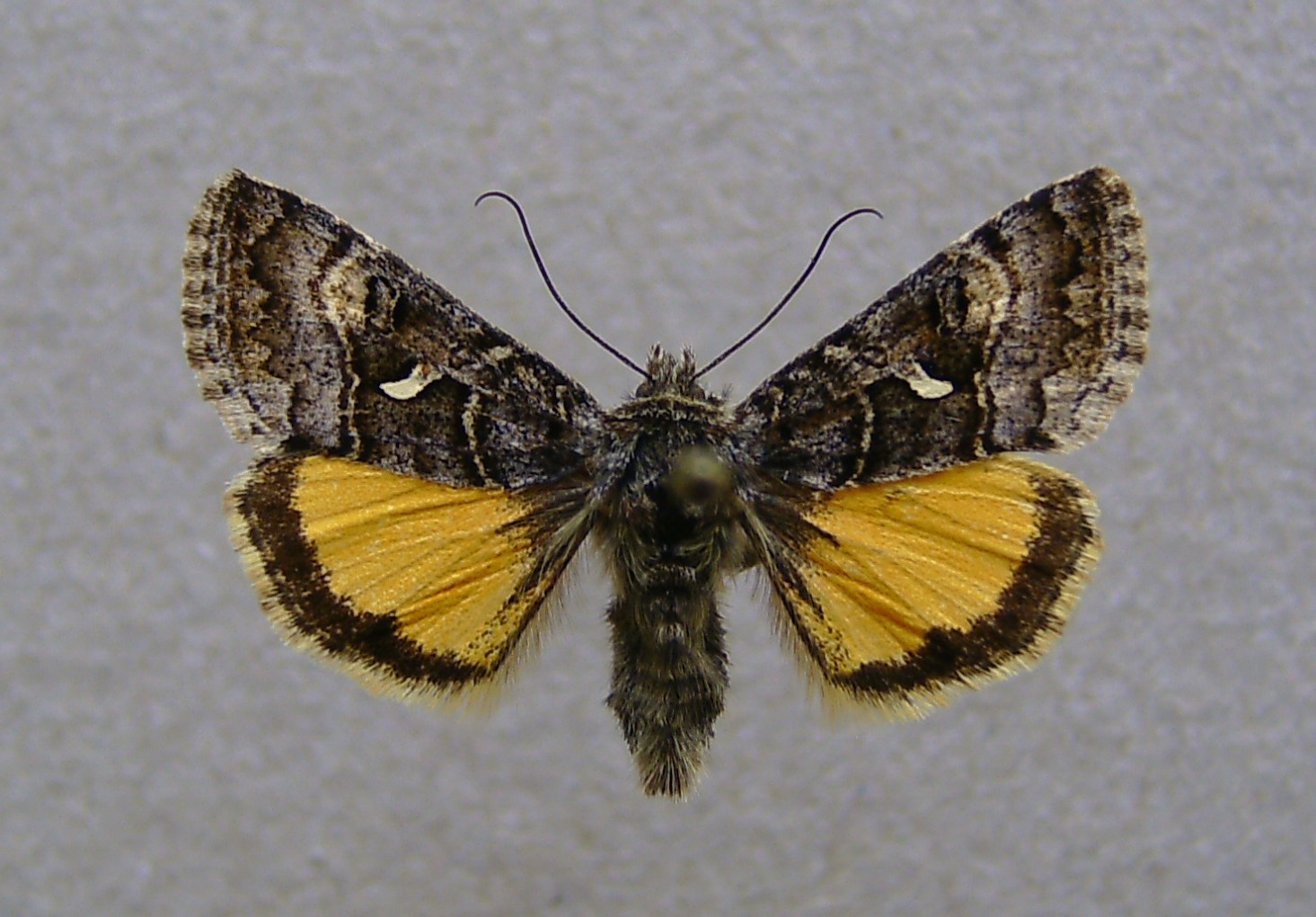
Syngrapha devergens
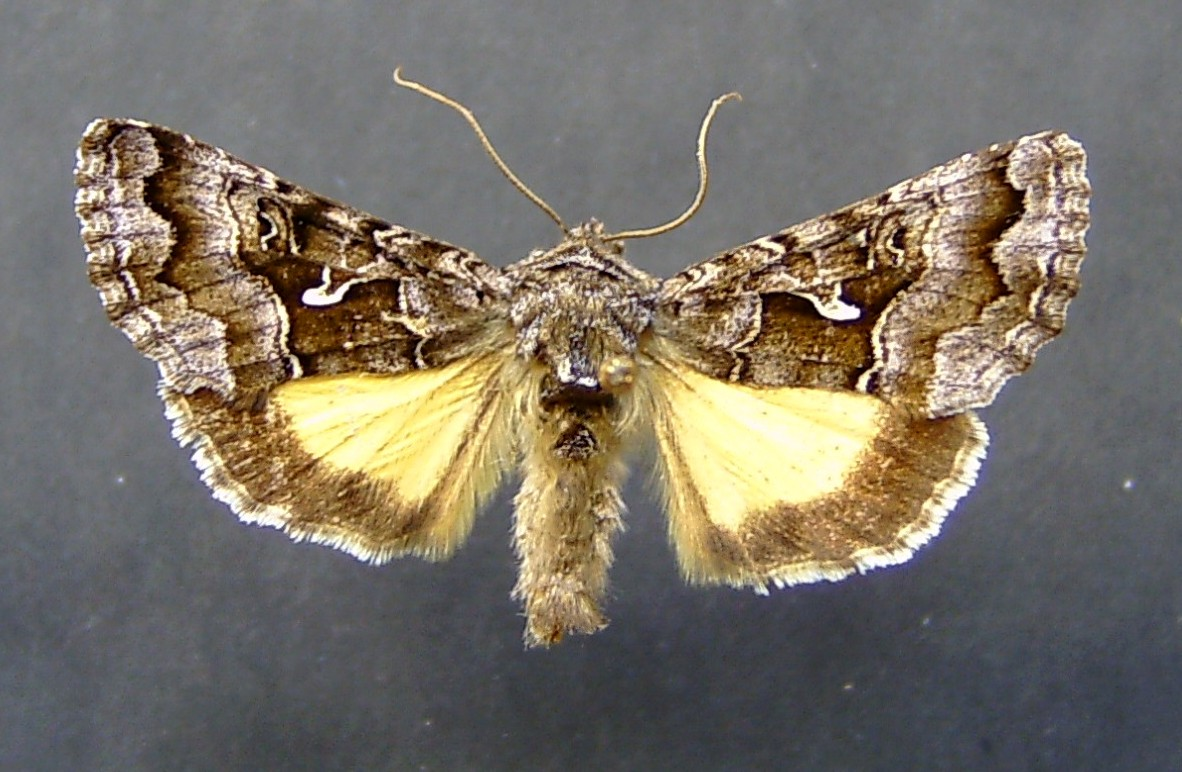
Syngrapha ain
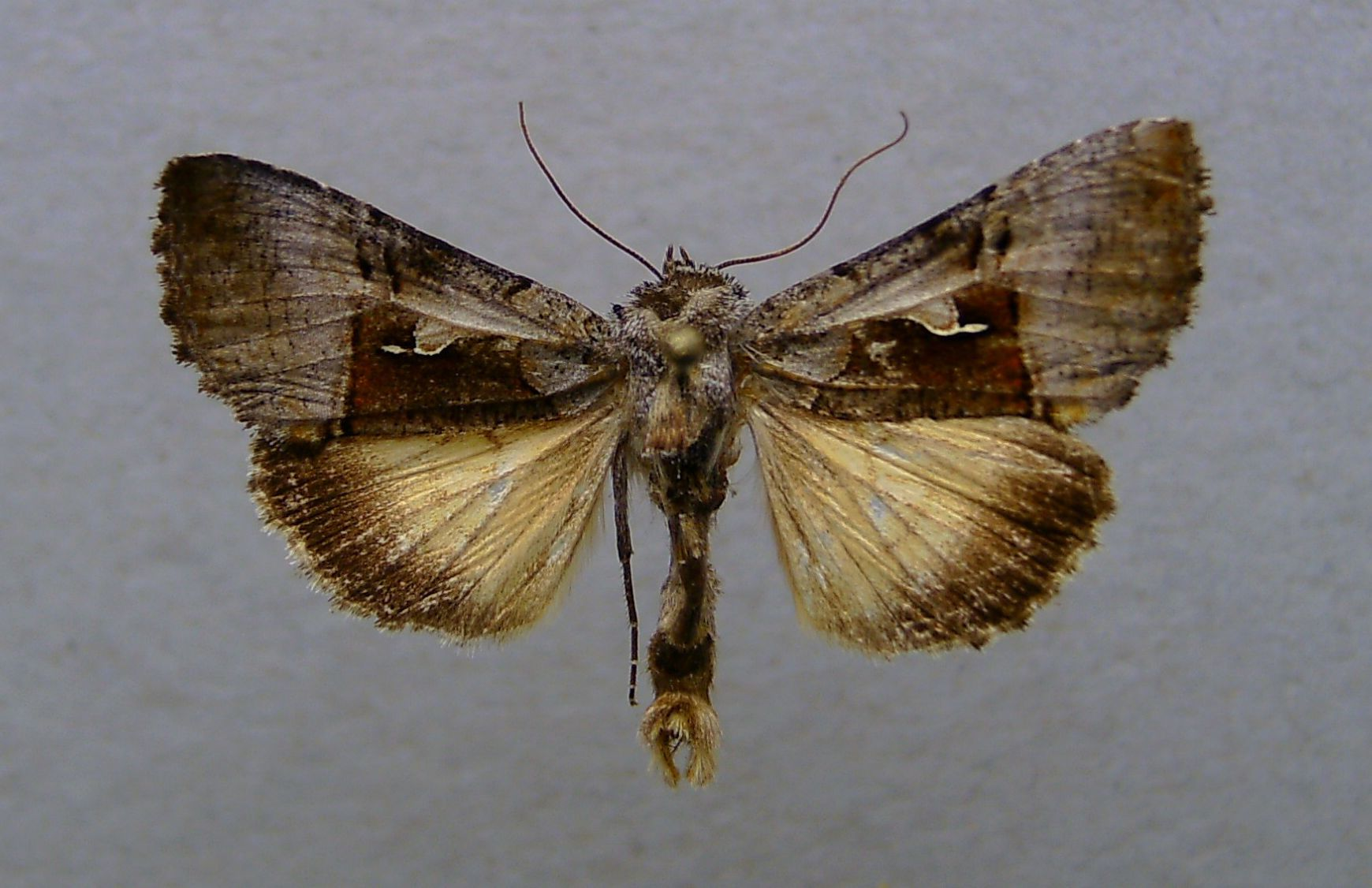
Syngrapha diasema
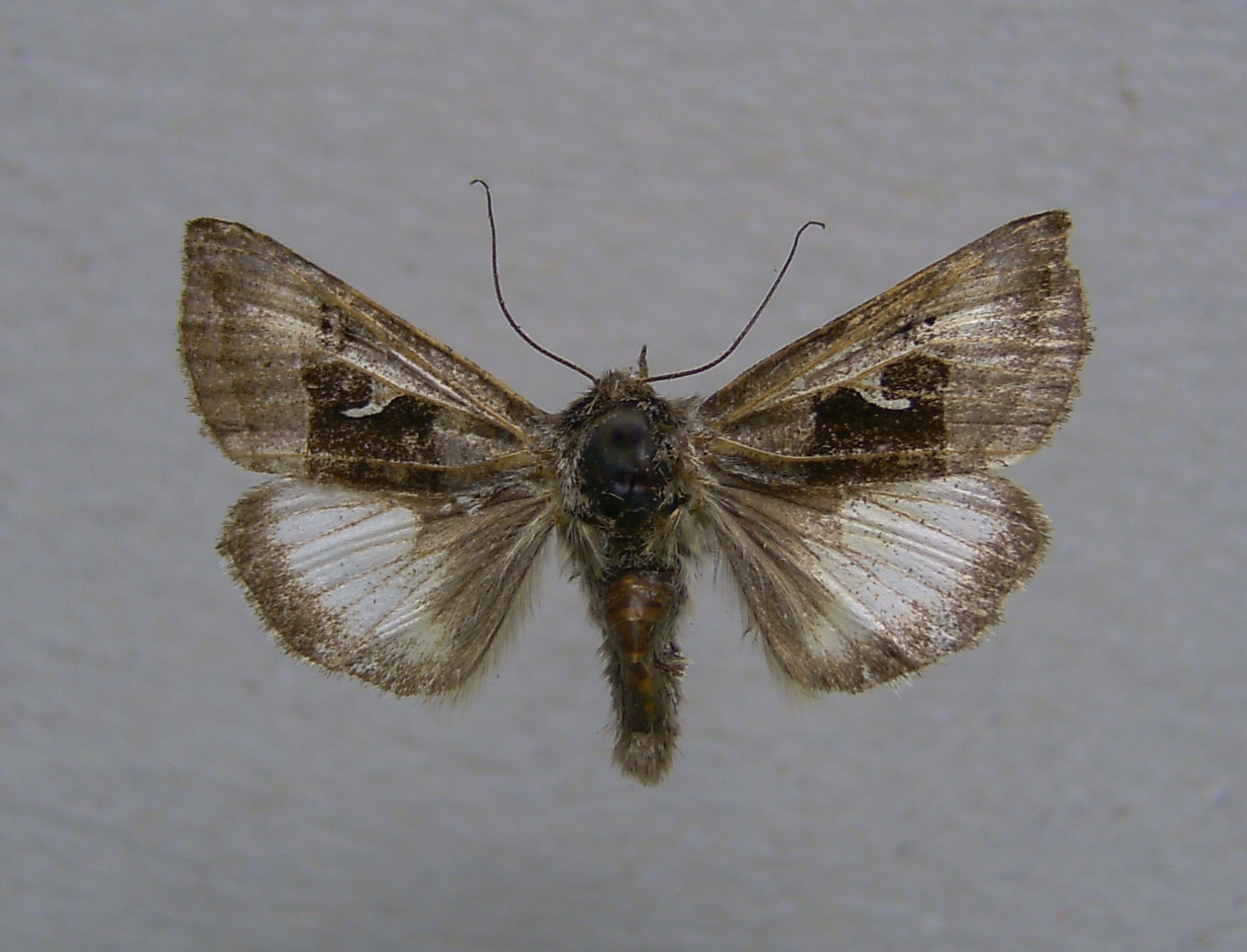
Syngrapha parilis
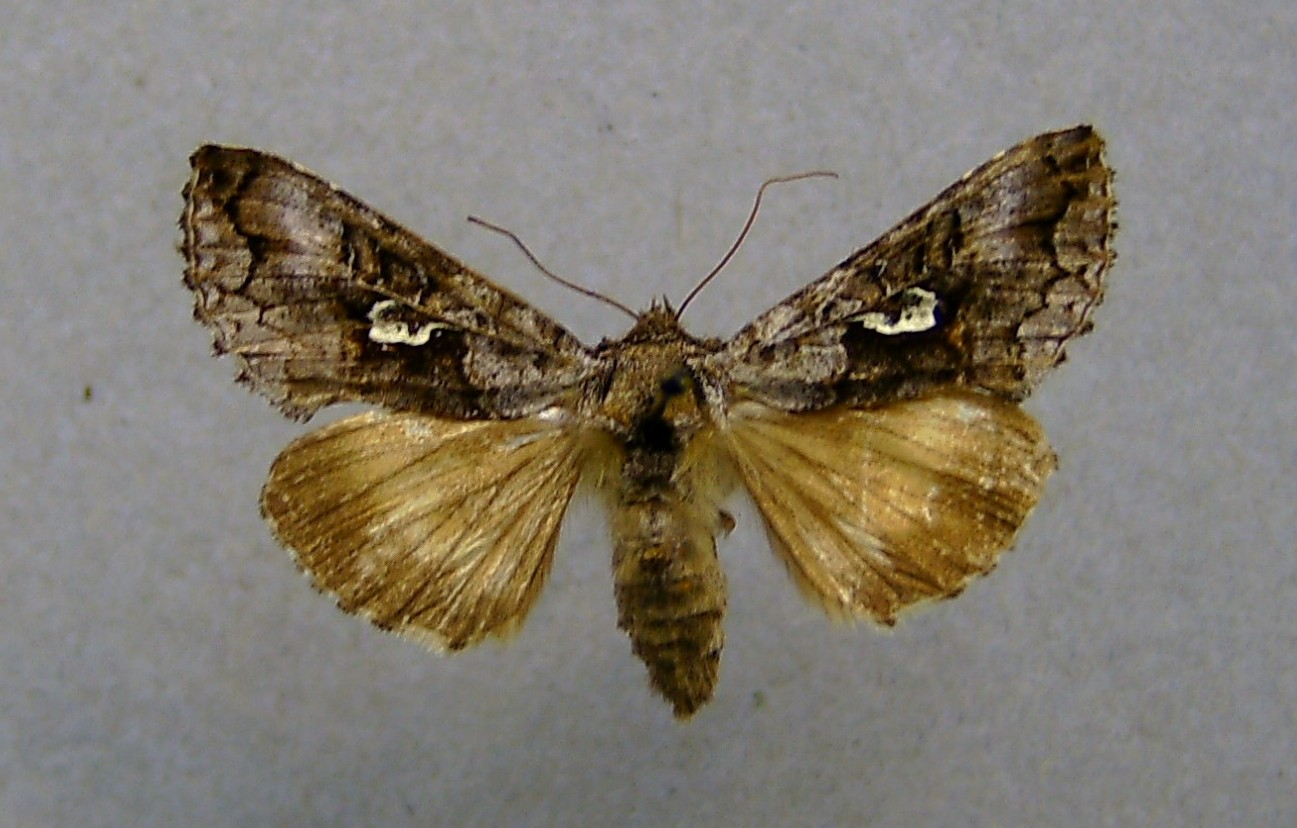
Syngrapha interrogationis
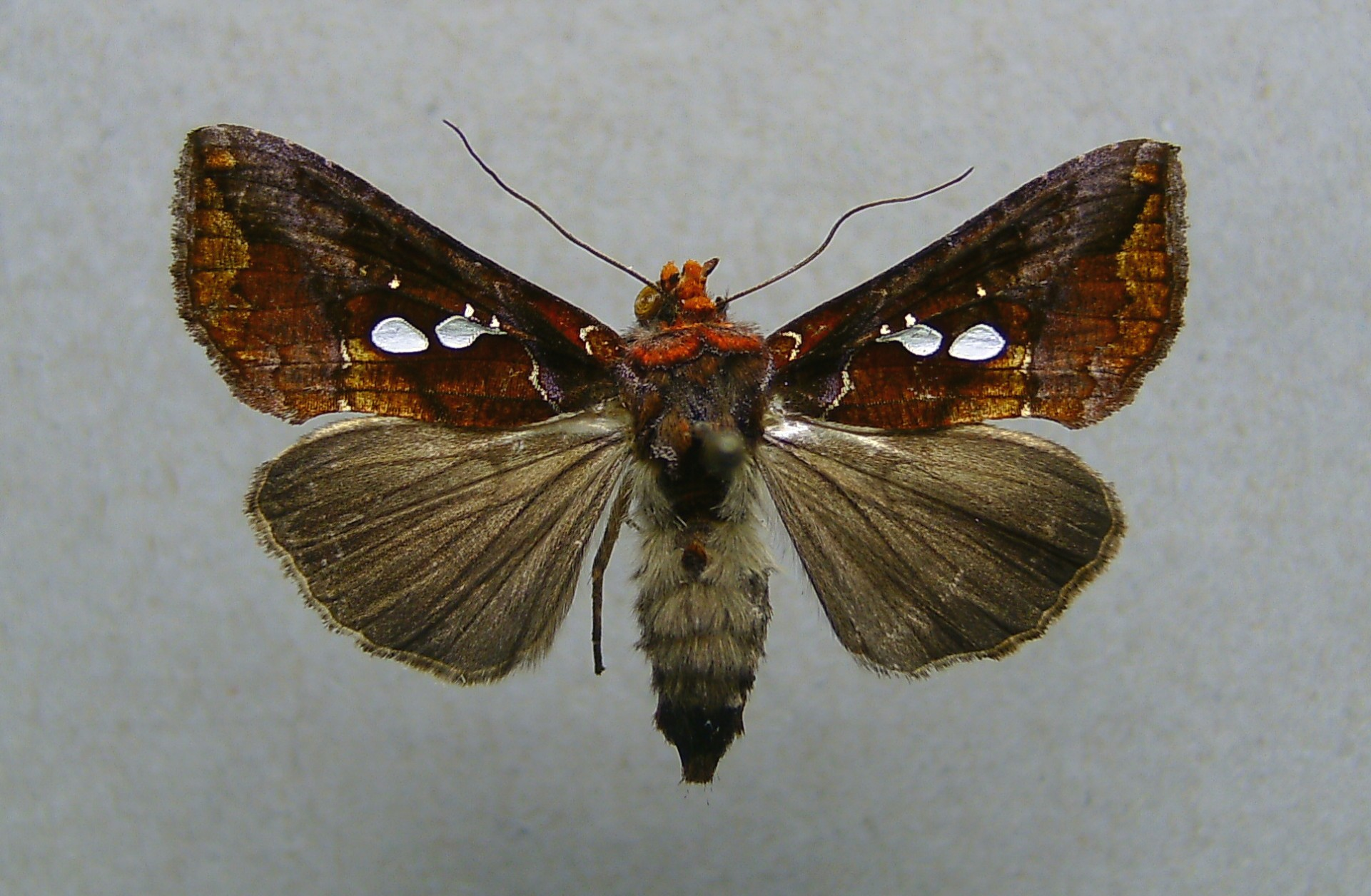
Antoculeora ornatissima
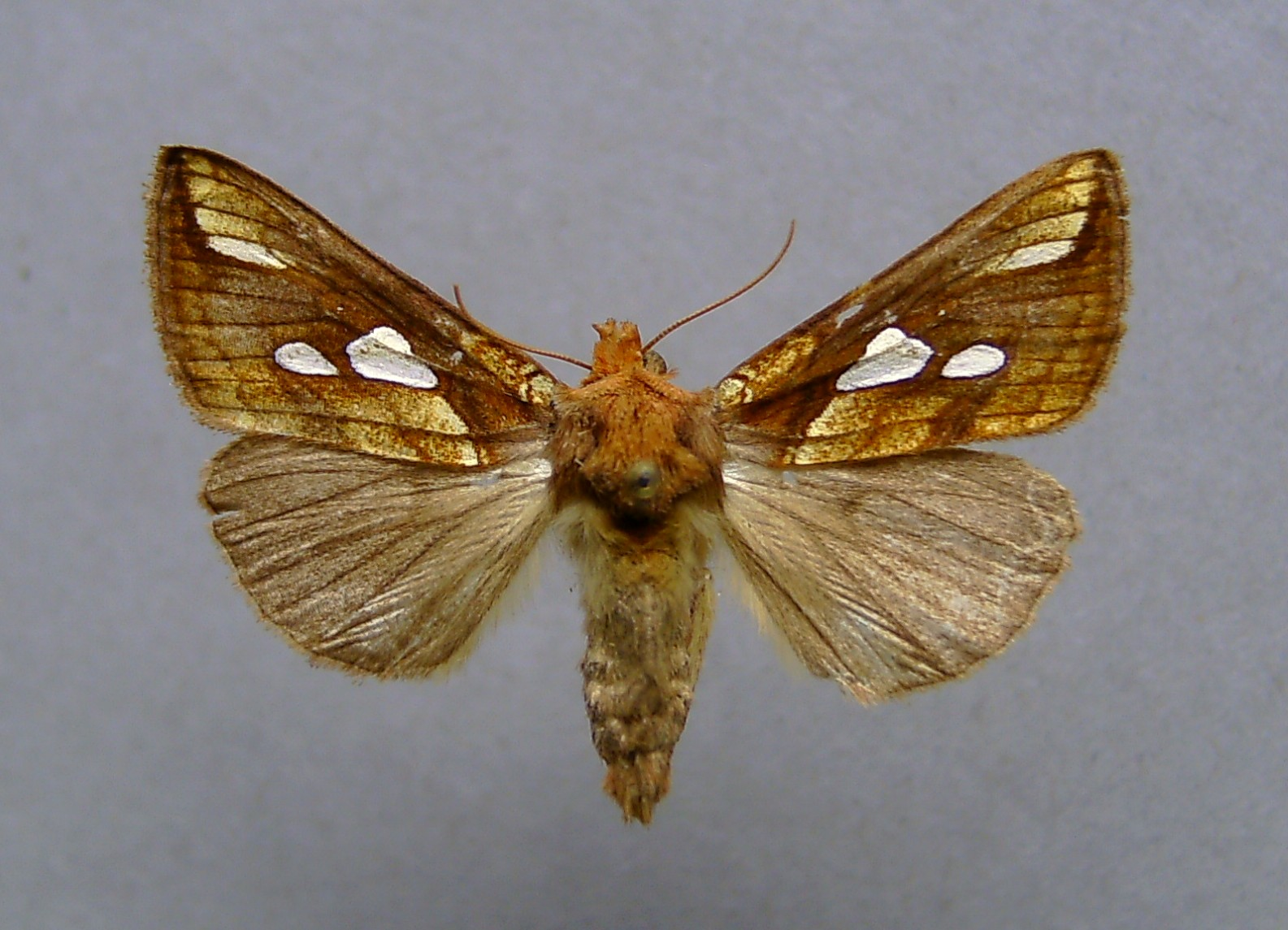
Plusia festucae
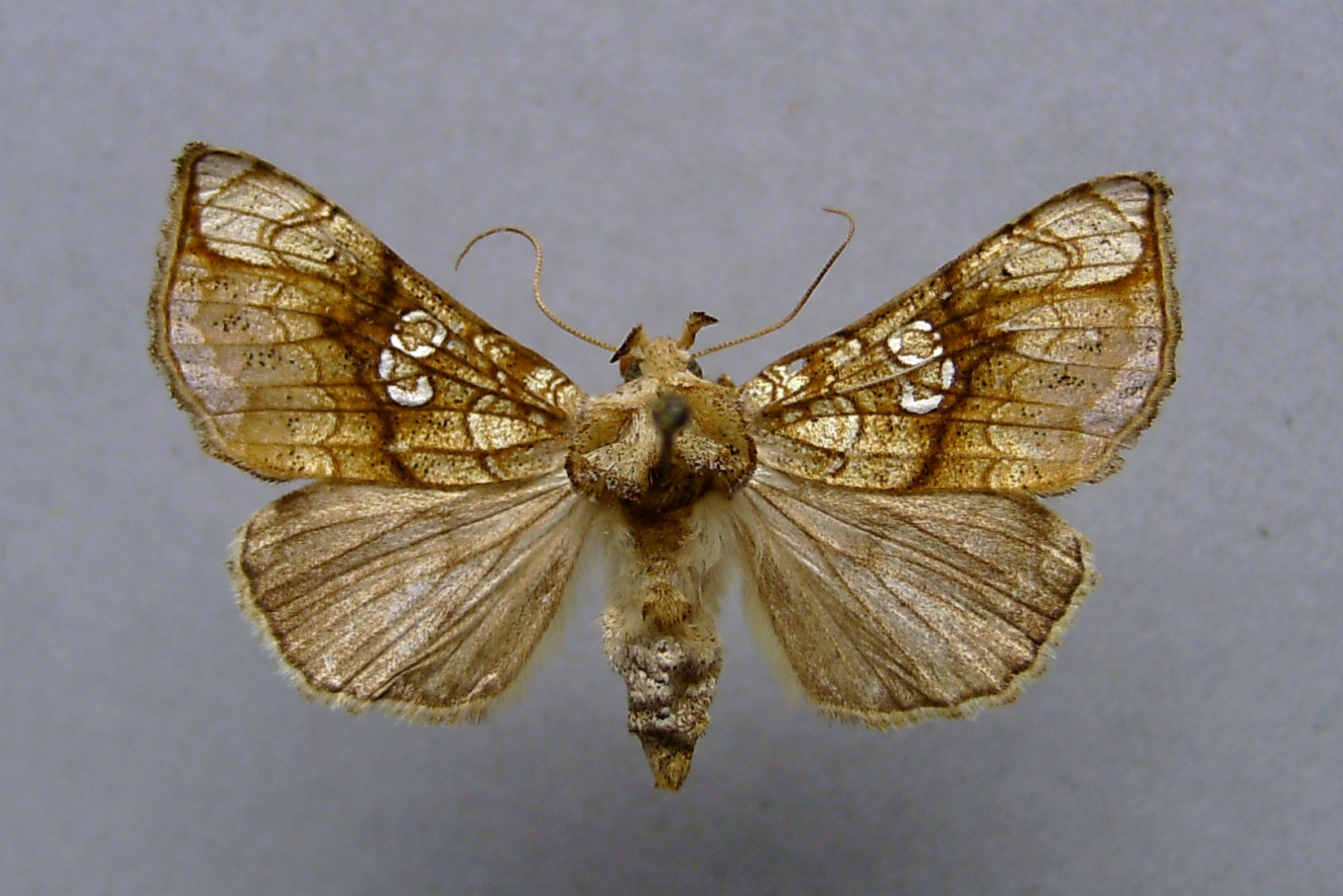
Polychrysia moneta
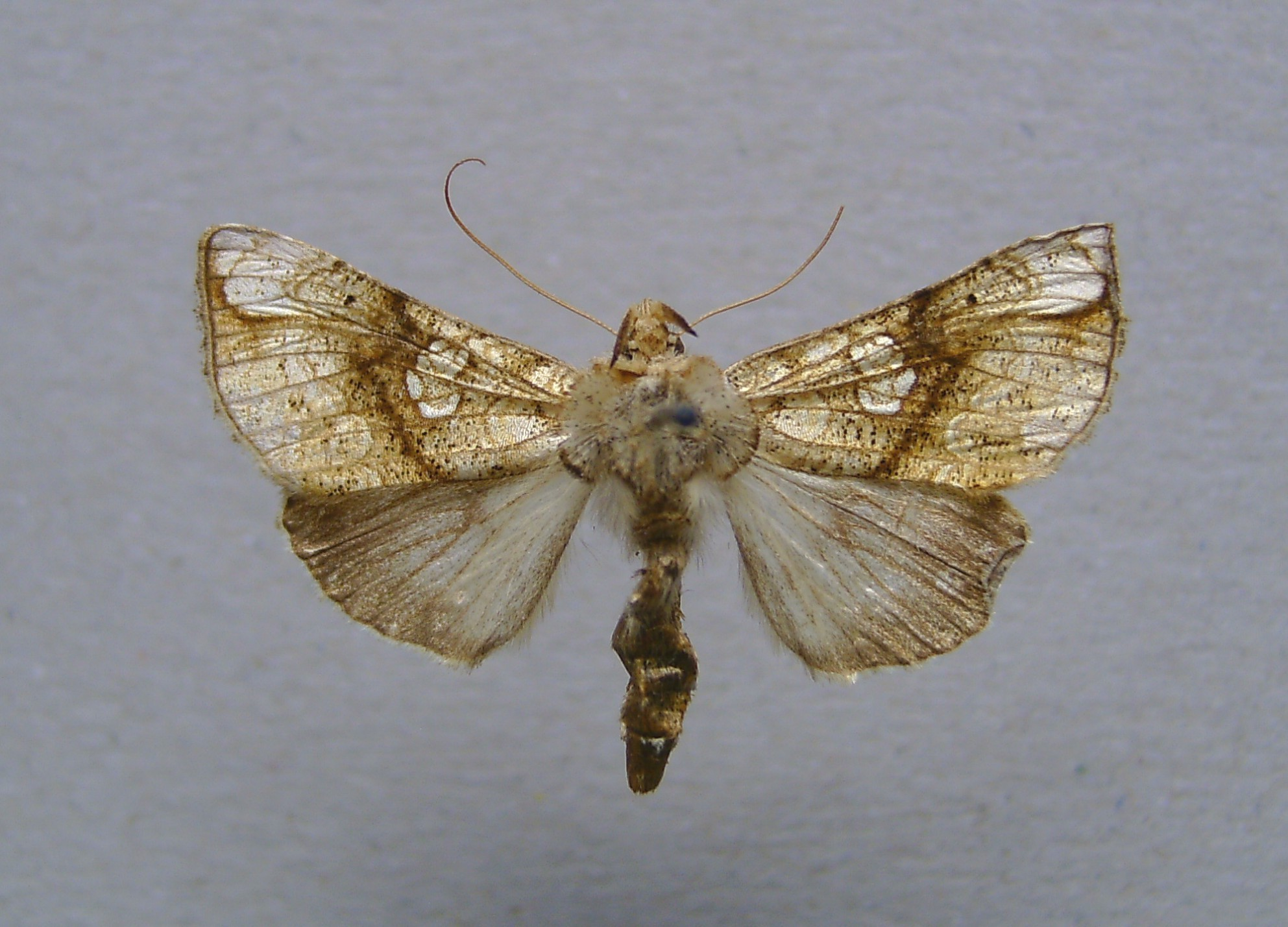
Polychrysia esmeralda
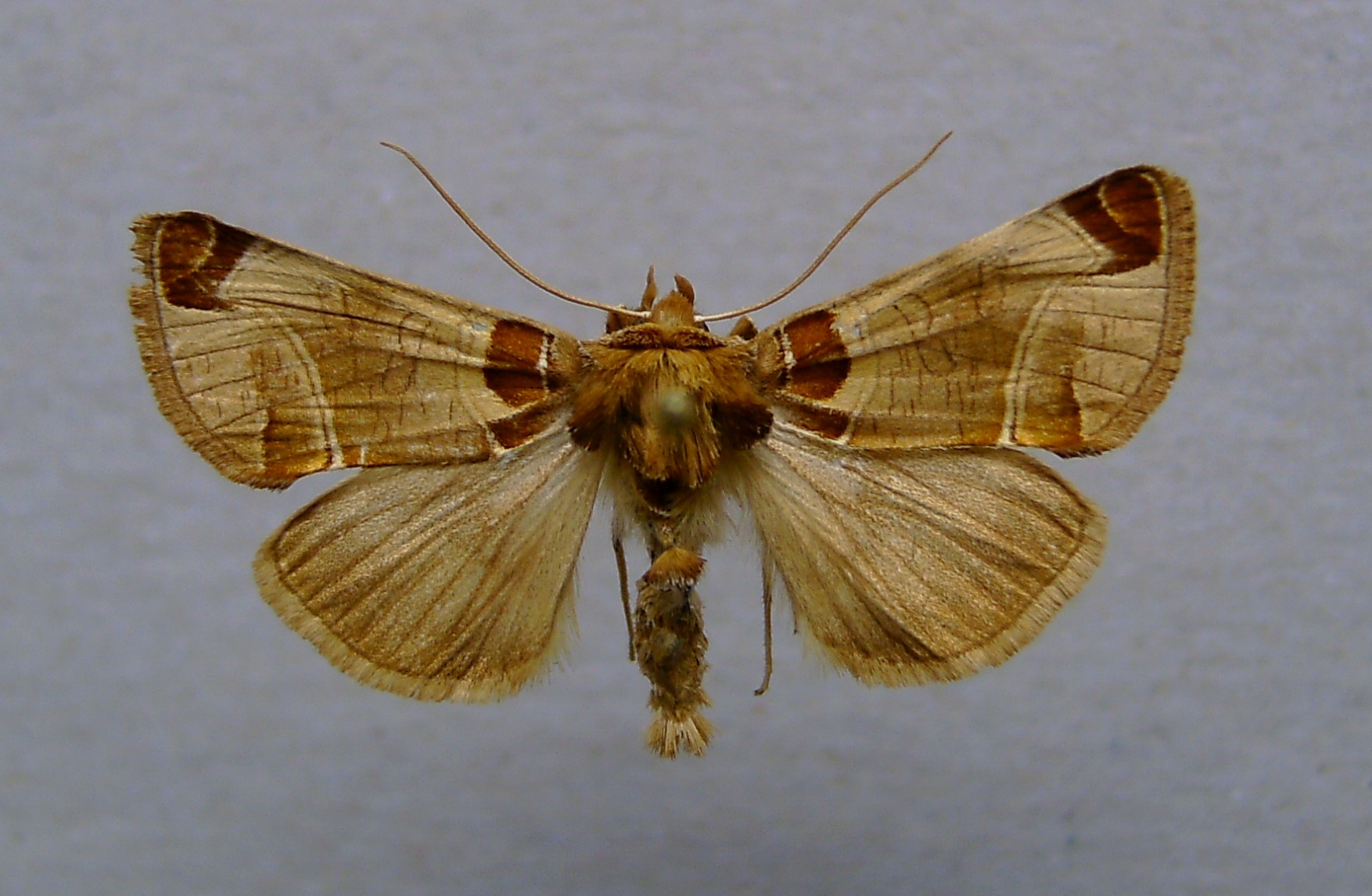
Plusidia cheiranthi
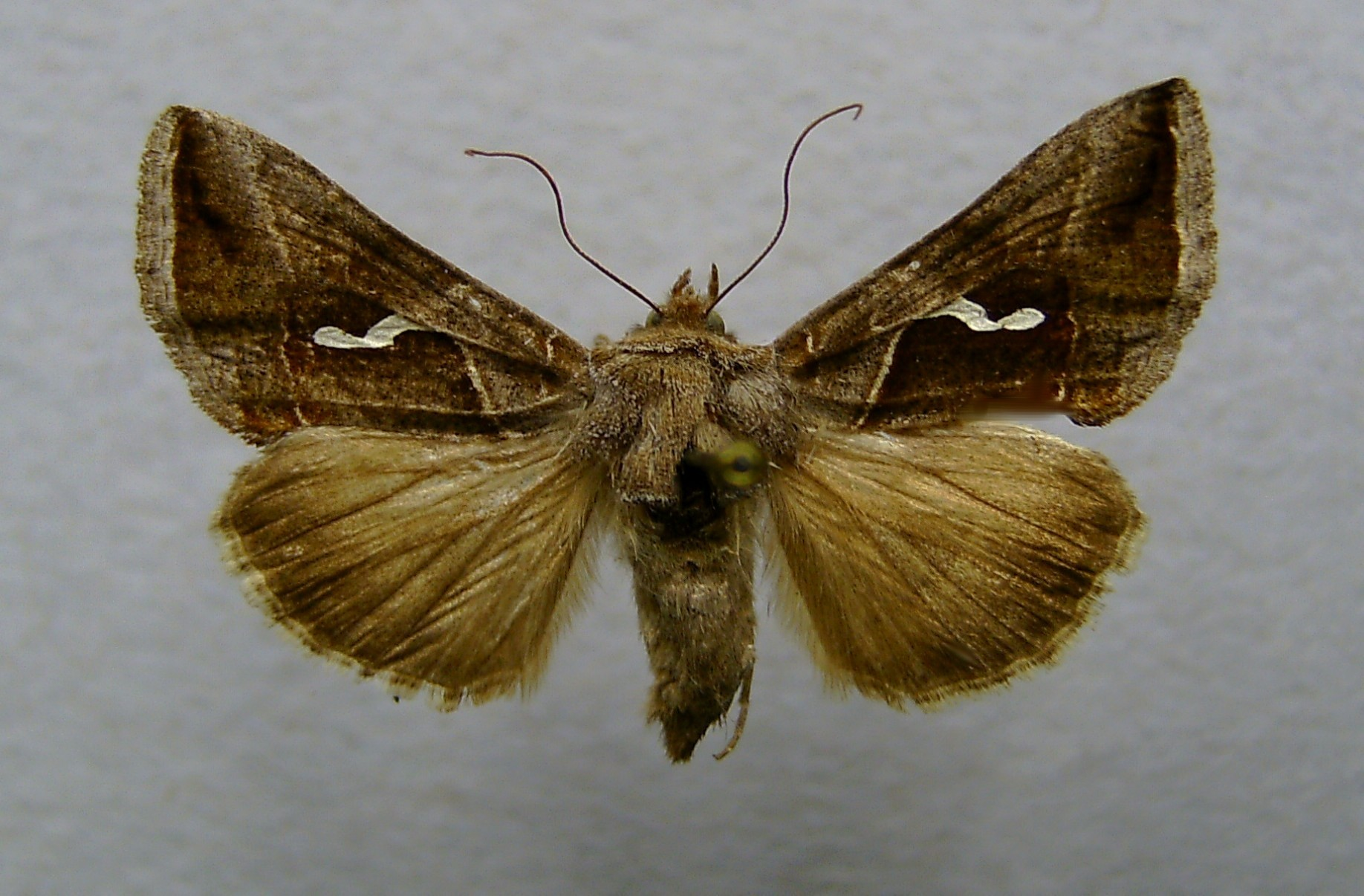
Macdunnoughia confusa
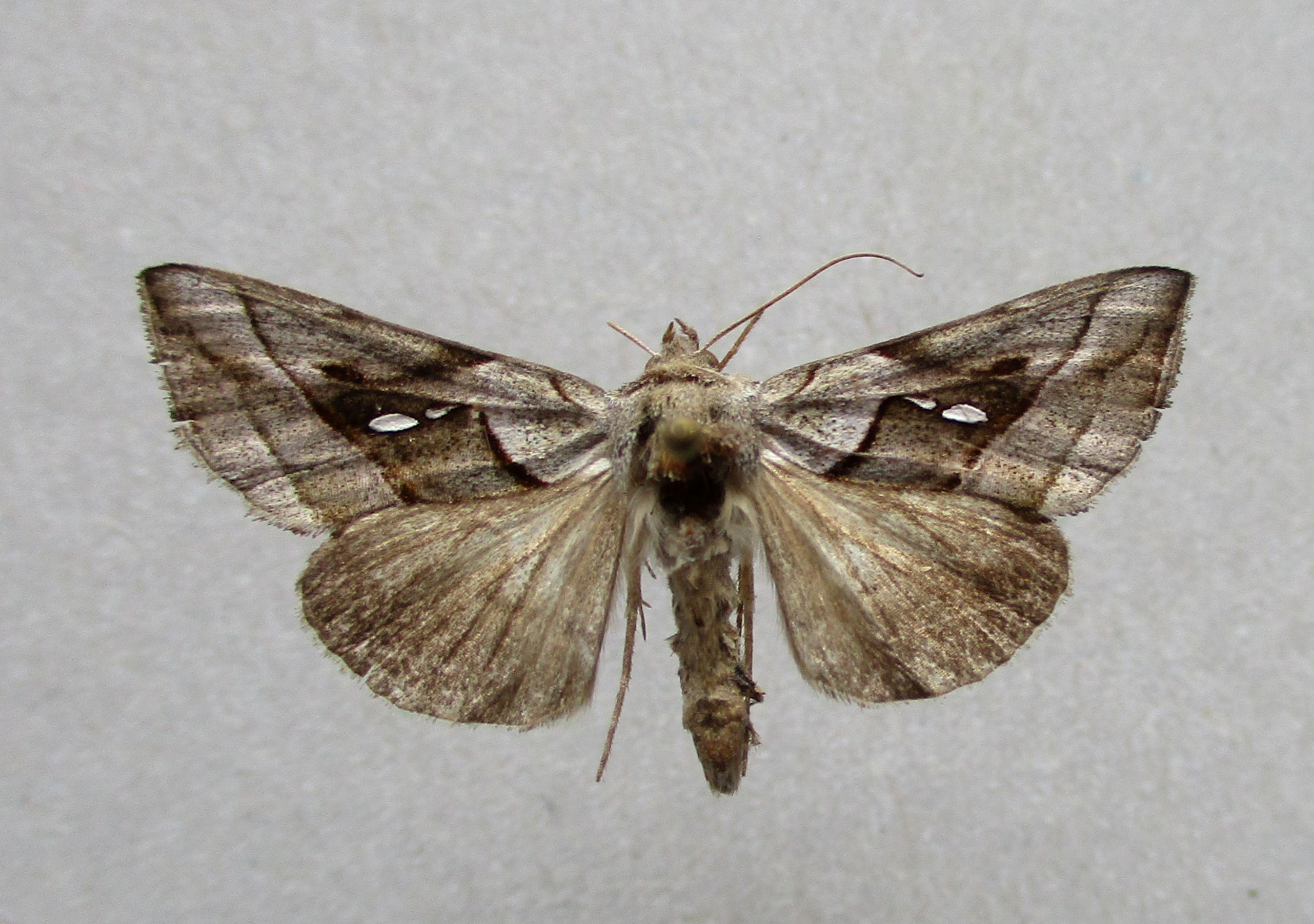
Macdunnoughia purissima
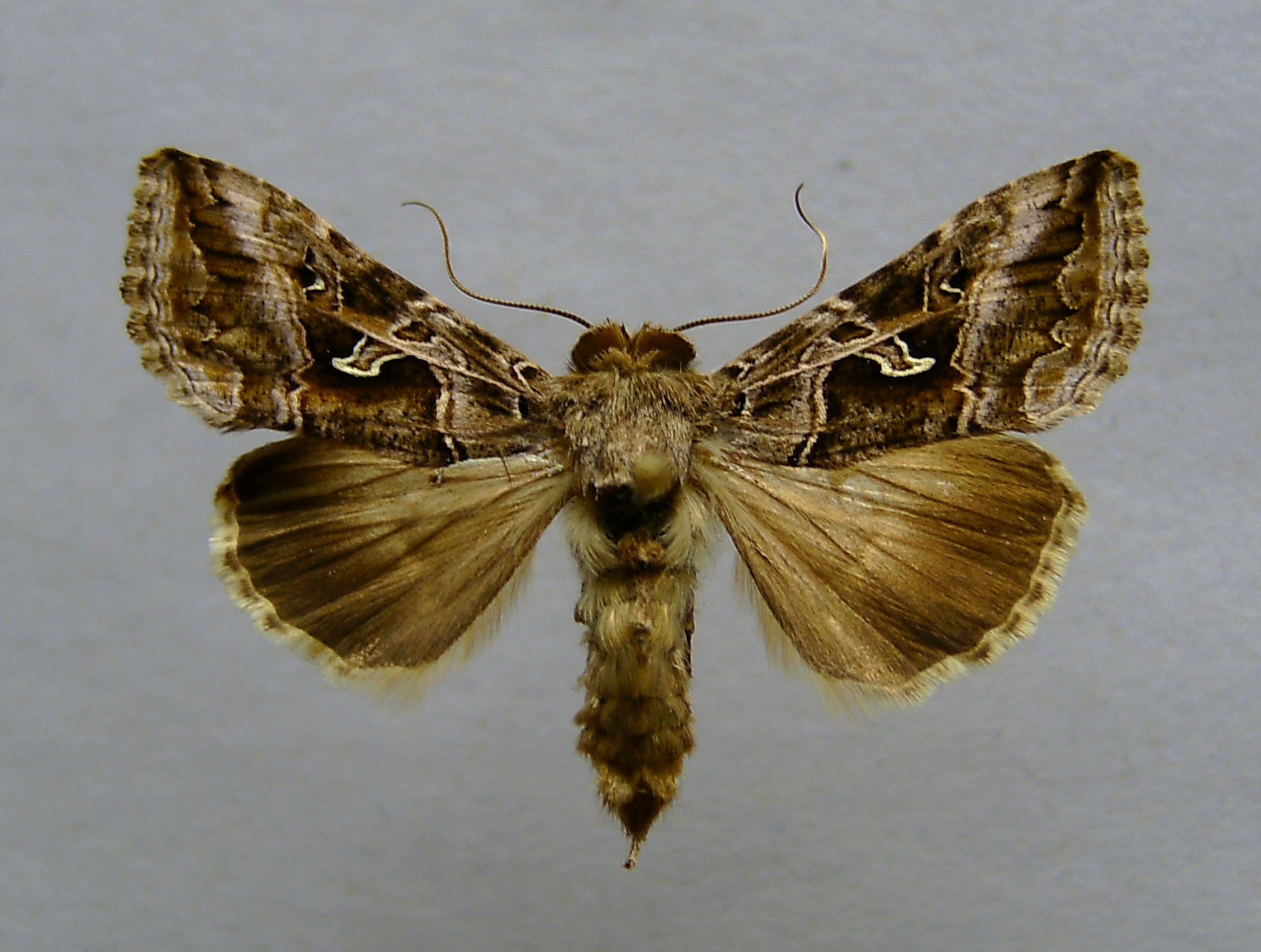
Cornutiplusia circumflexa
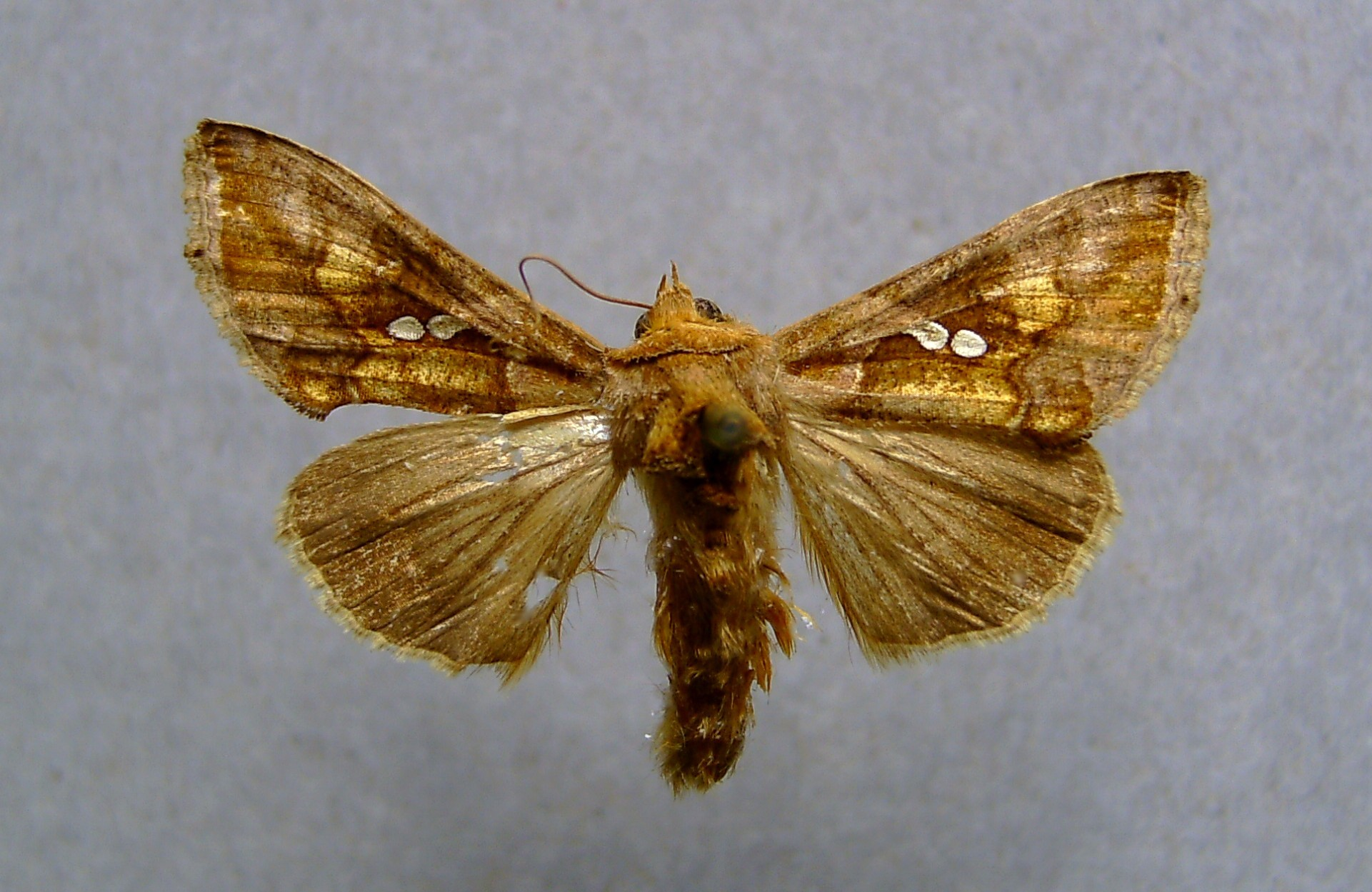
Chrysodeixis chalcites
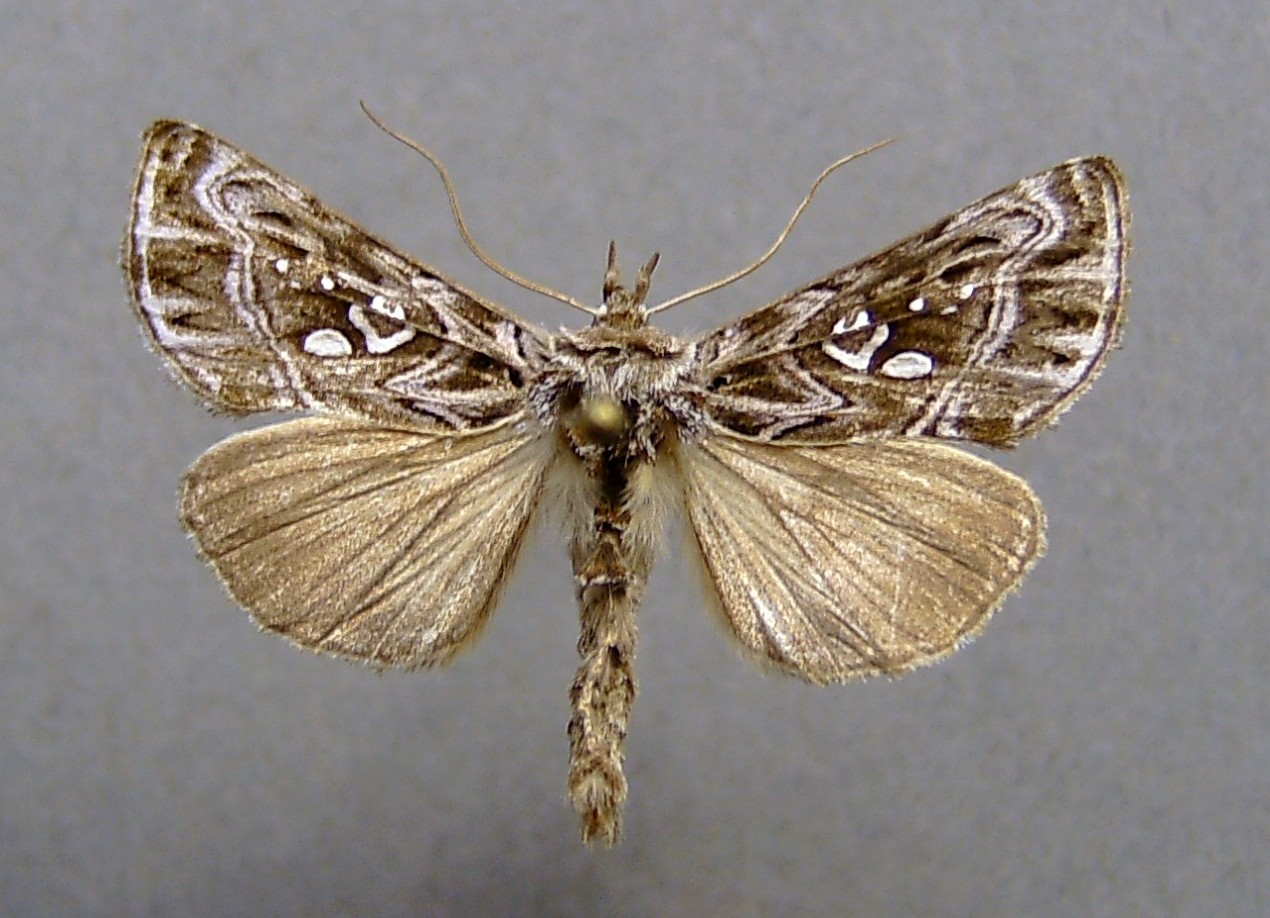
Panchrysia ornata
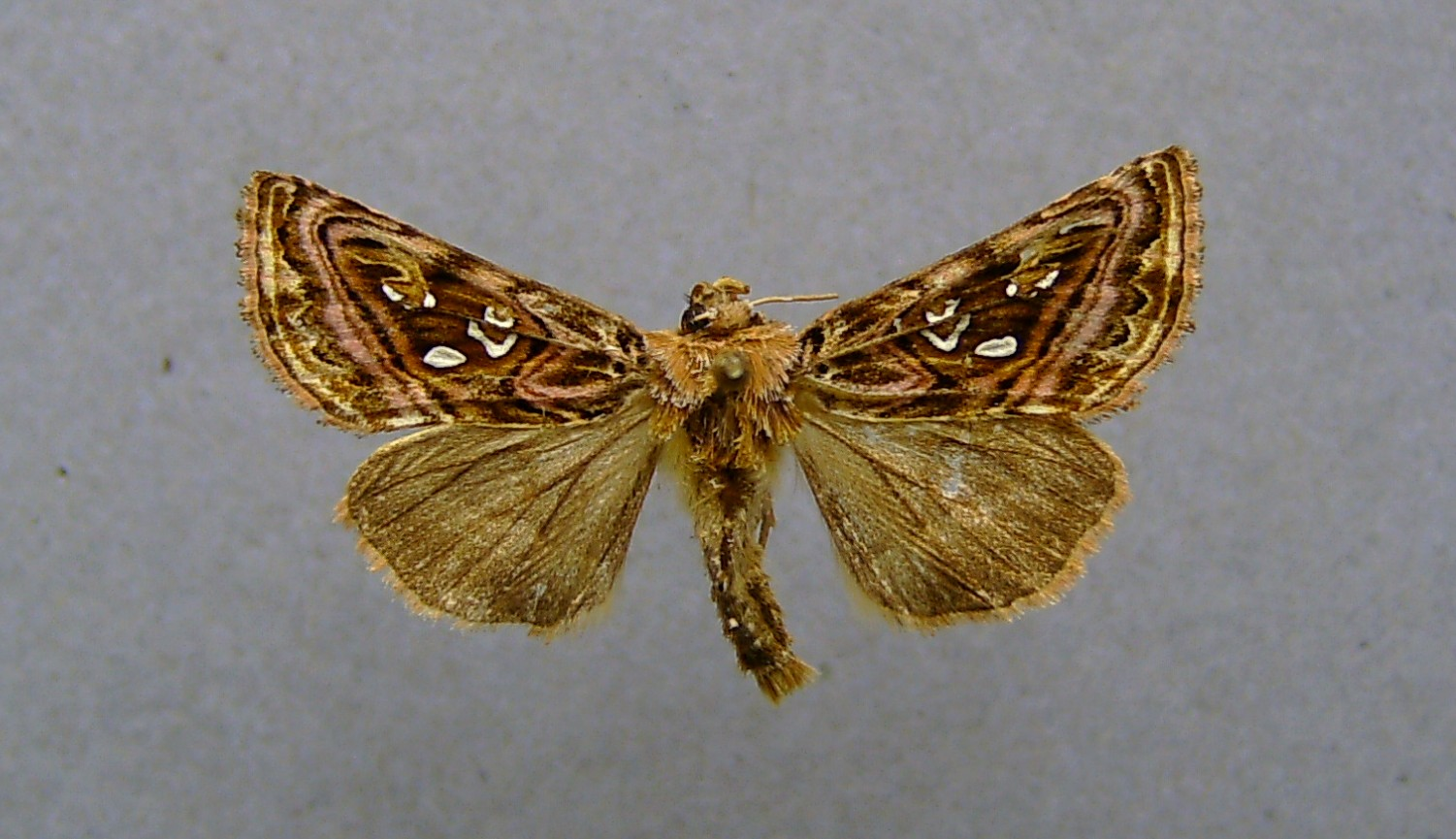
Panchrysia v-argenteum
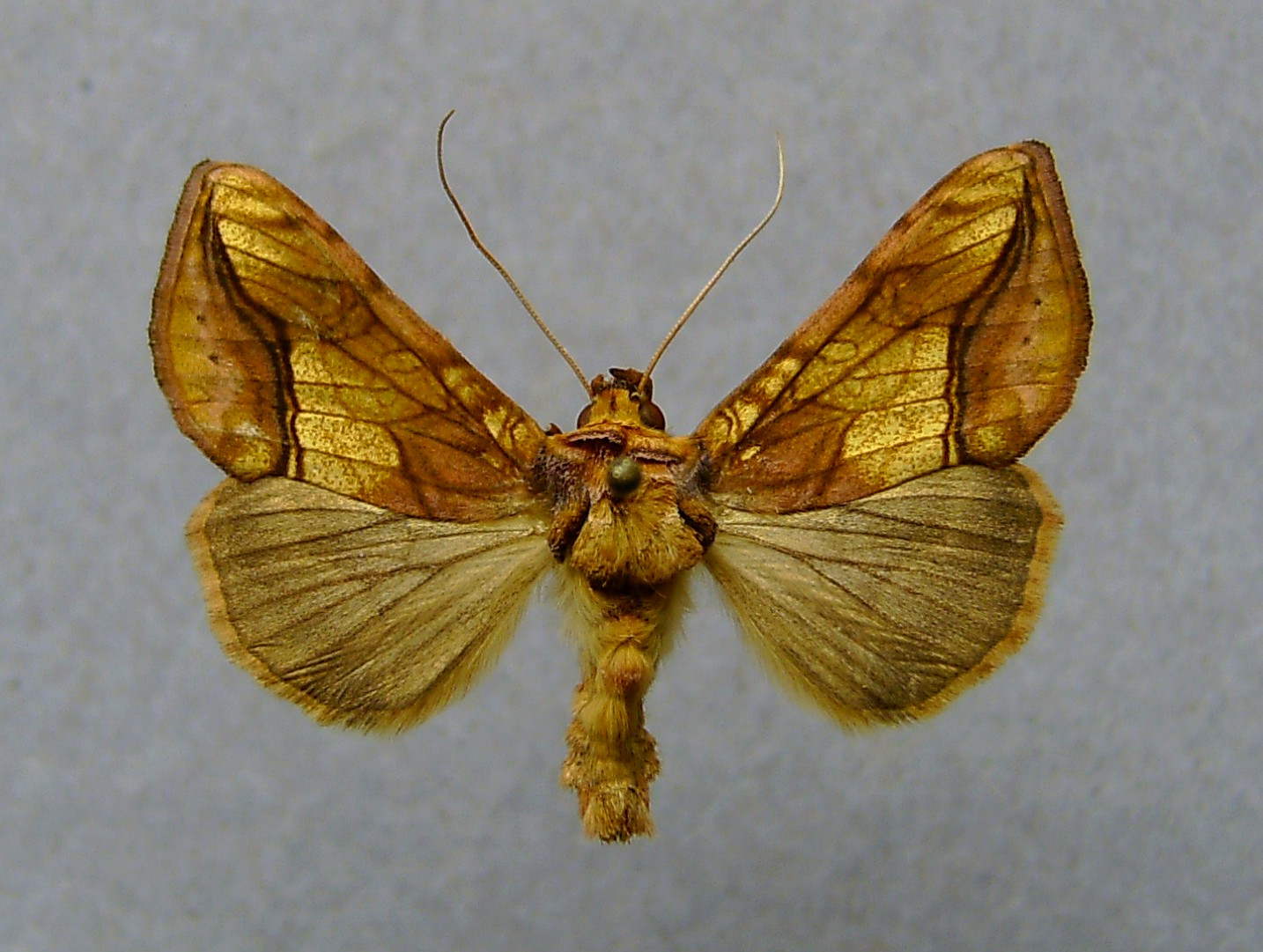
Panchrysia aurea
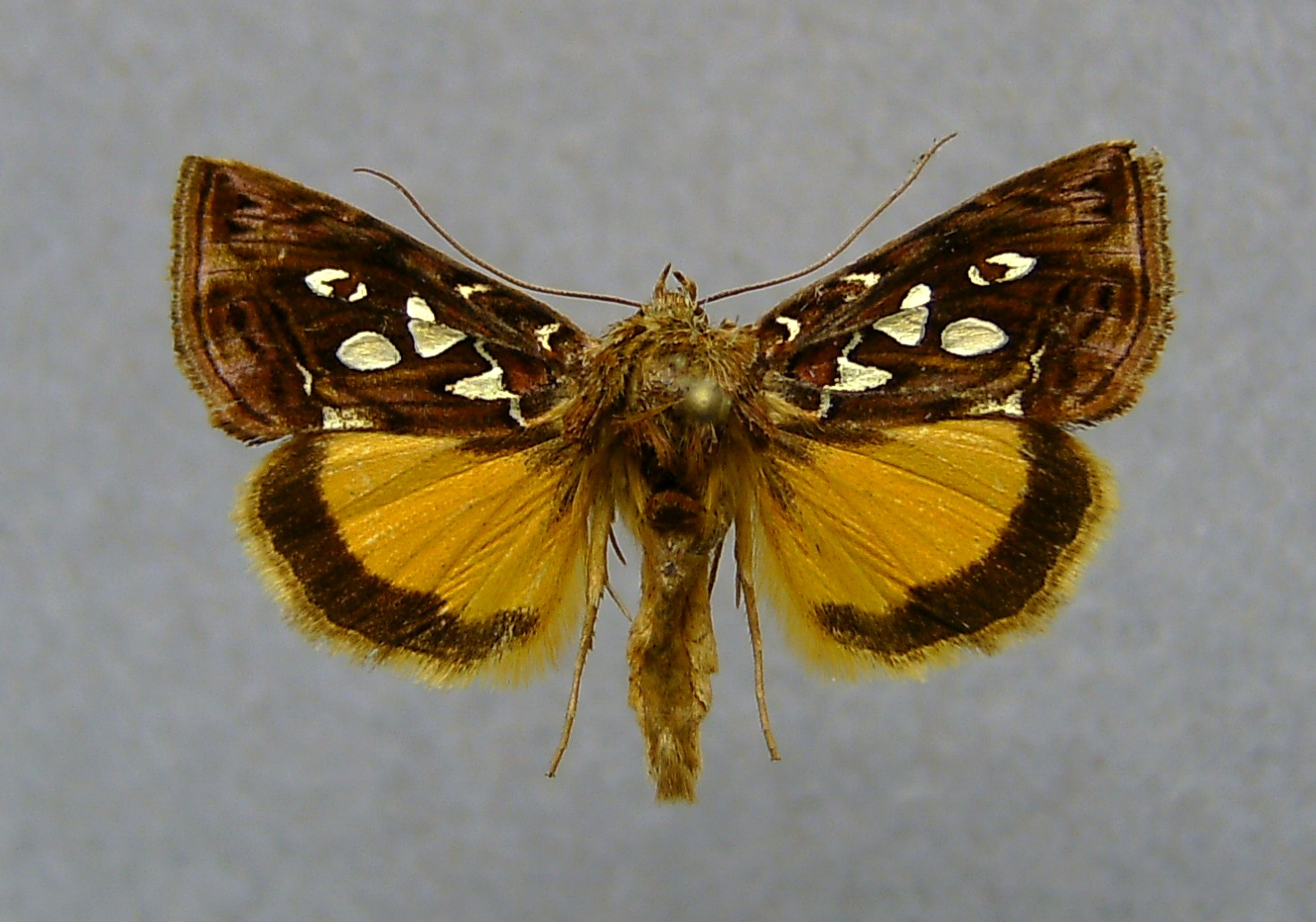
Panchrysia dives
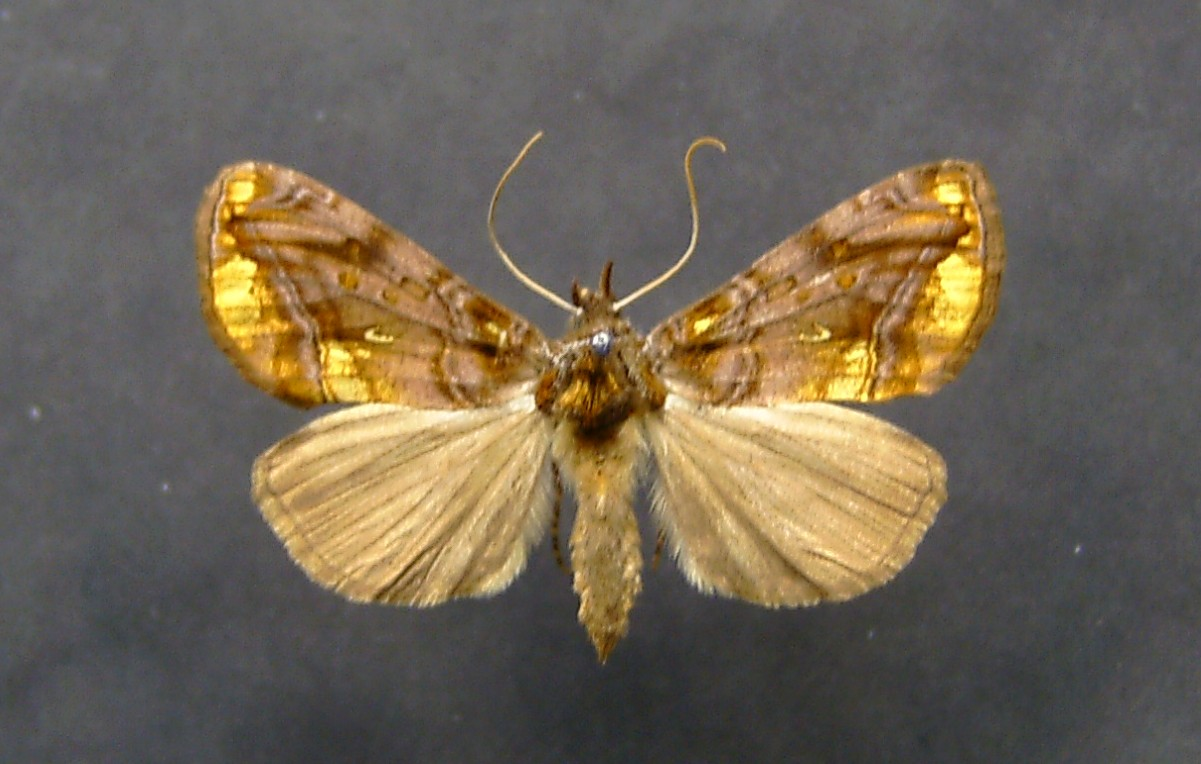
Lamprotes c-aureum
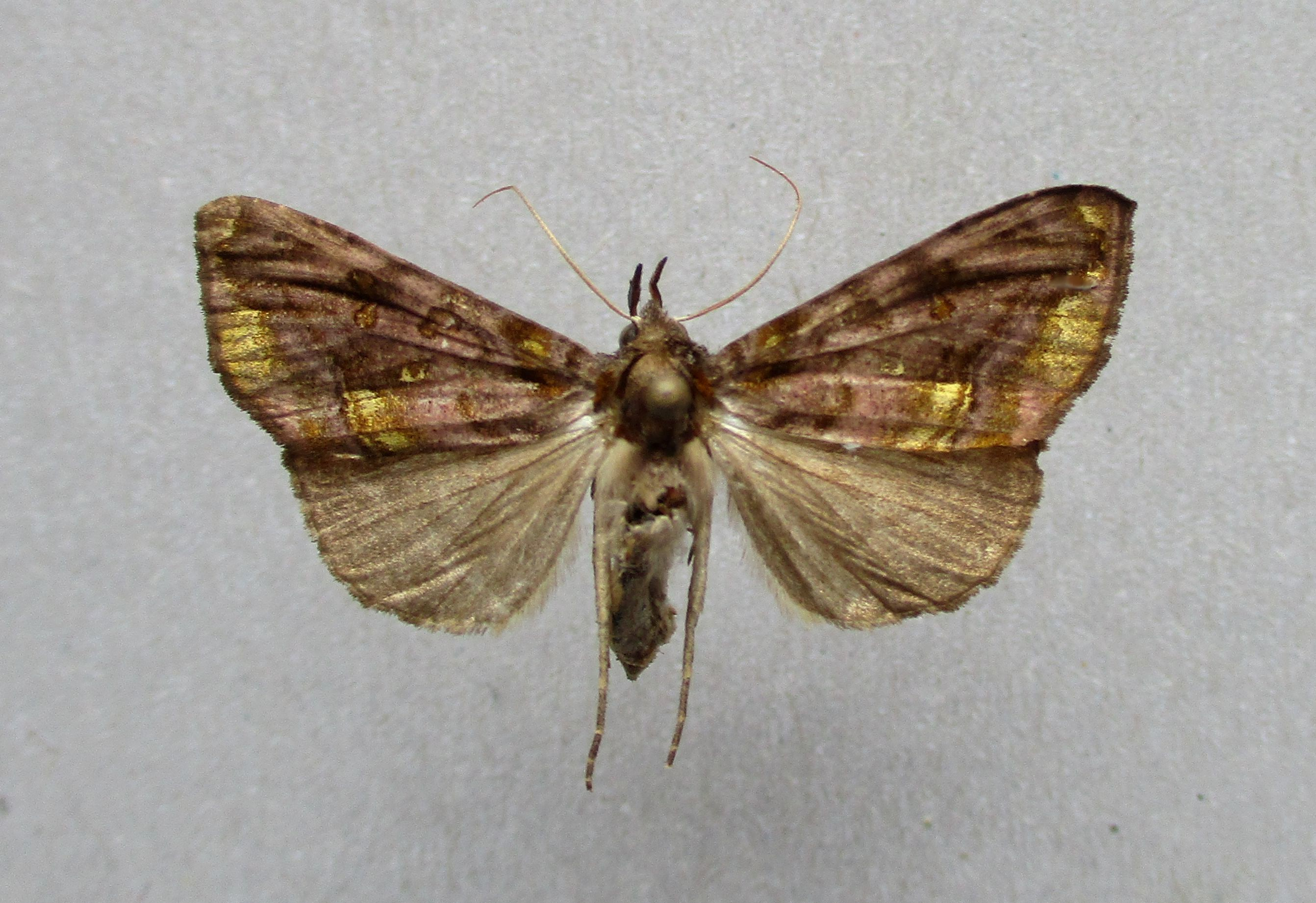
Lamprotes mikadina
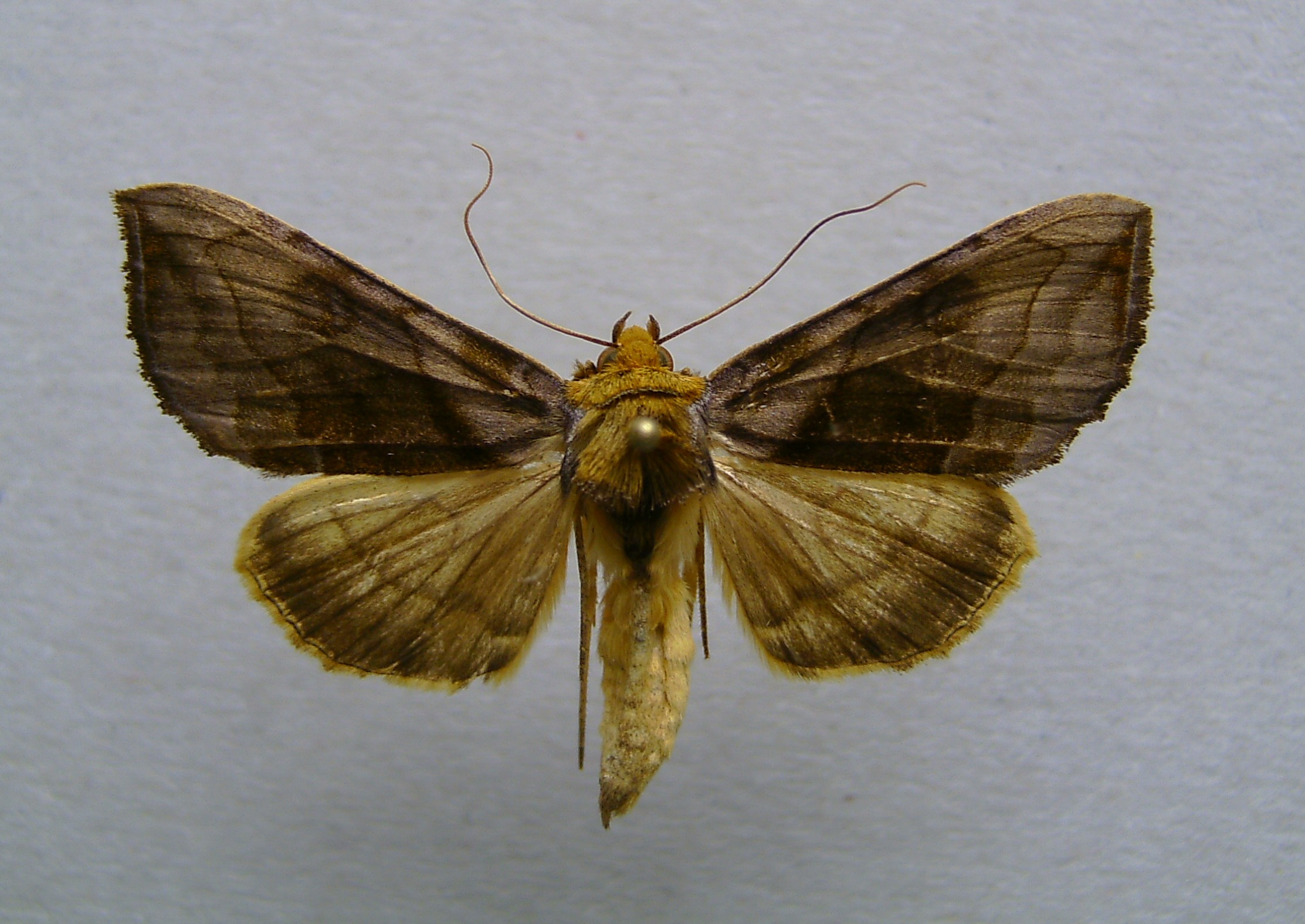
Diachrysia leonina
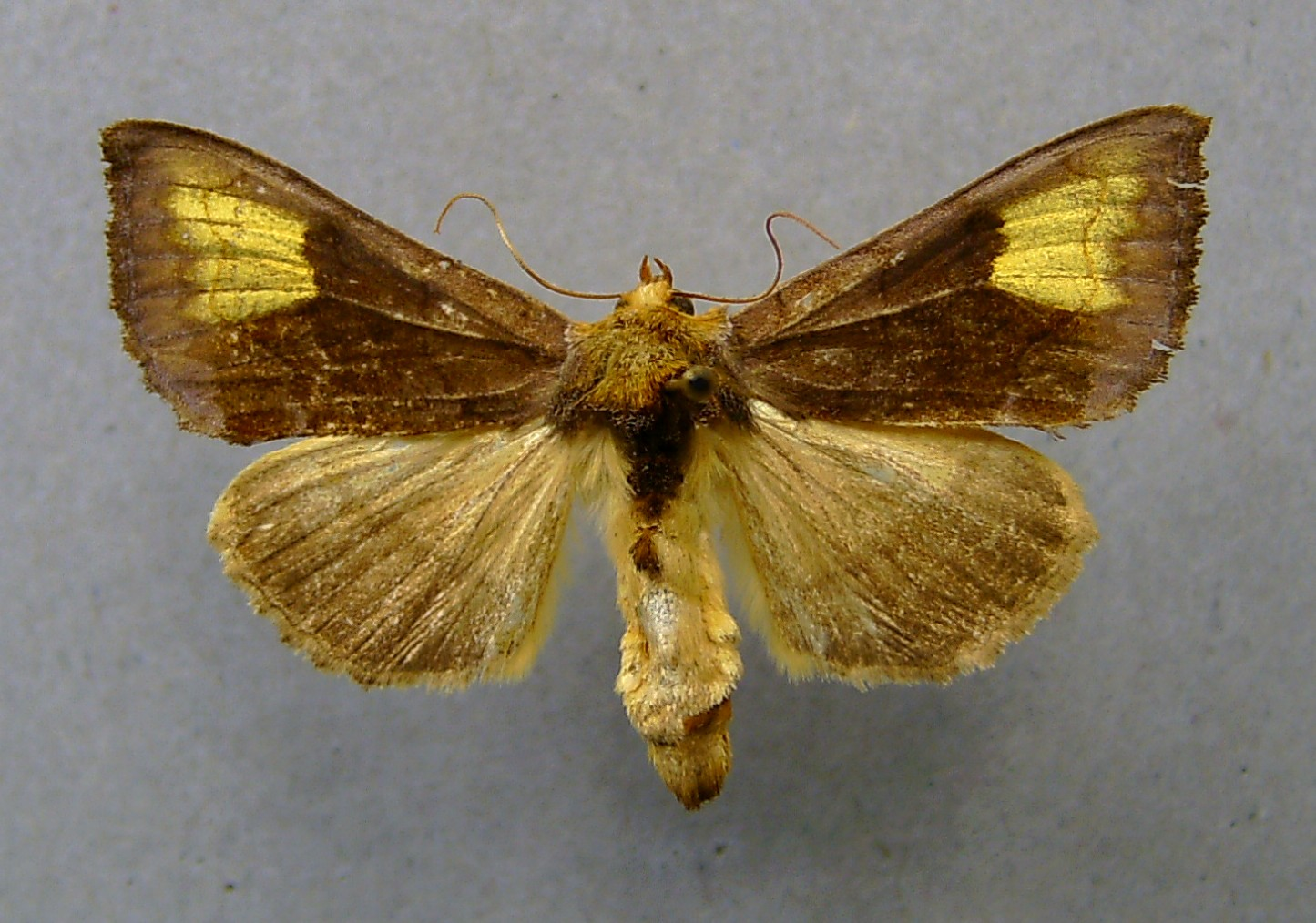
Diachrysia chryson
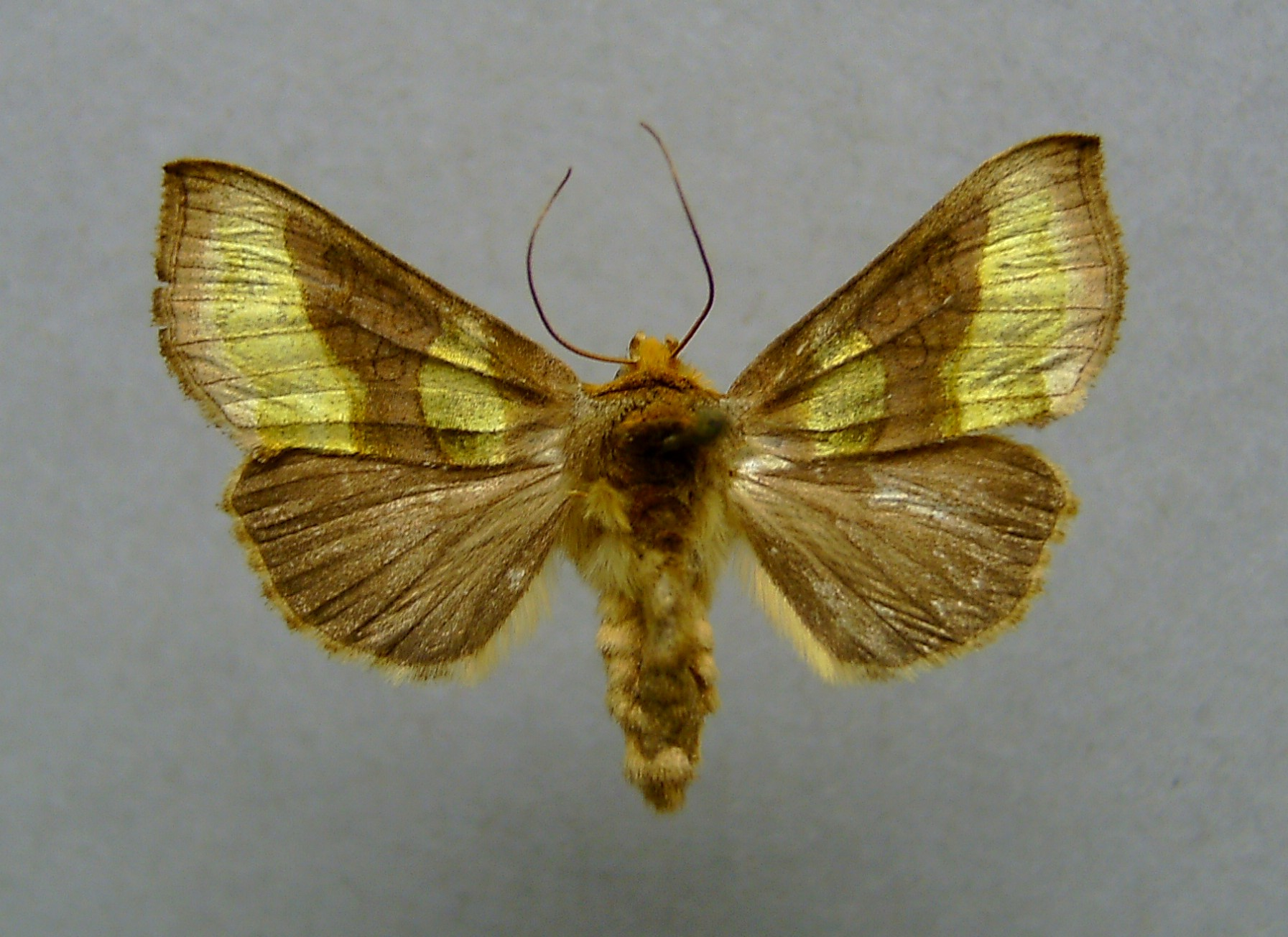
Diachrysia chrysitis
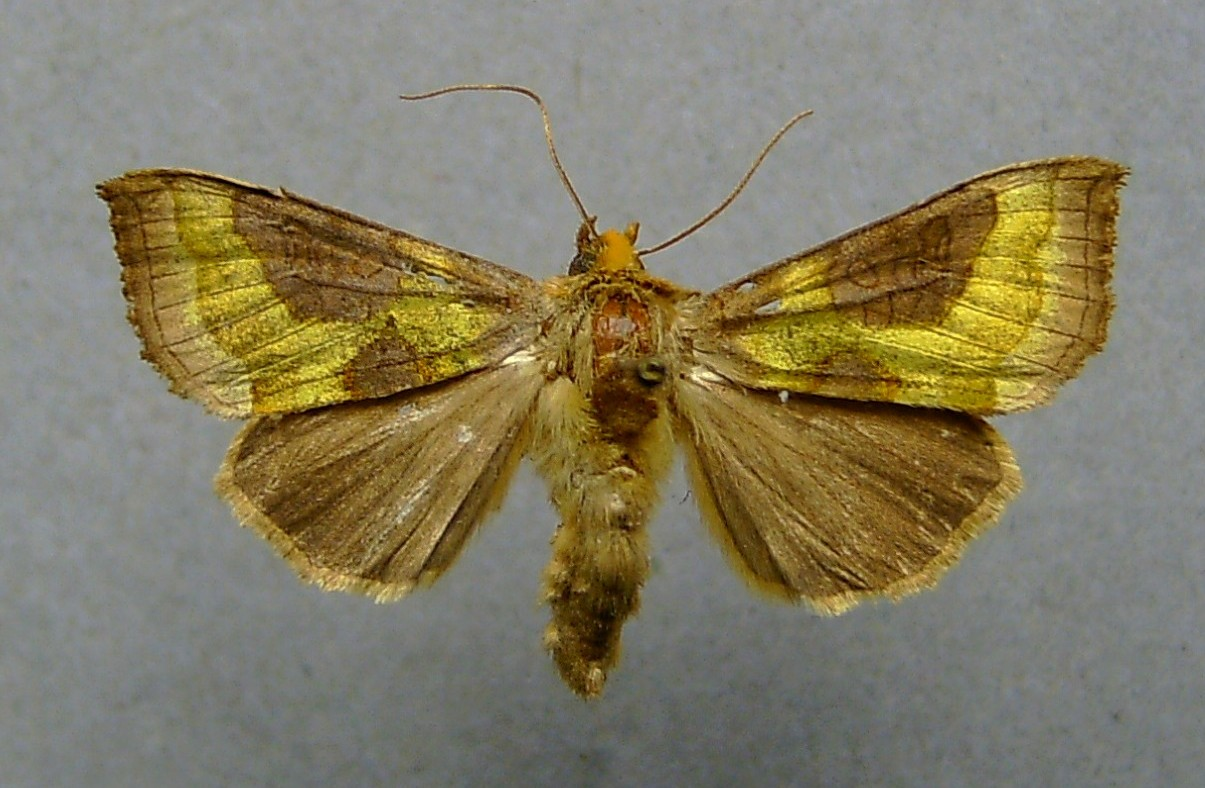
Diachrysia stenochrysis
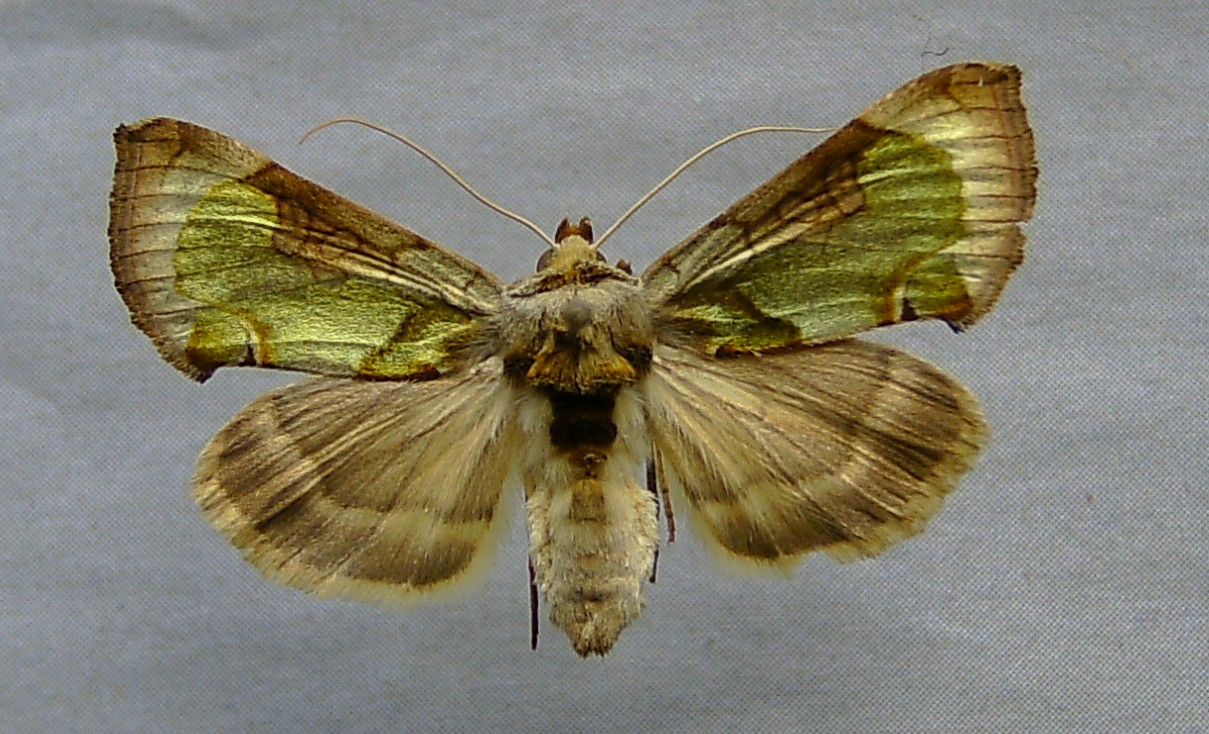
Diachrysia zosimi
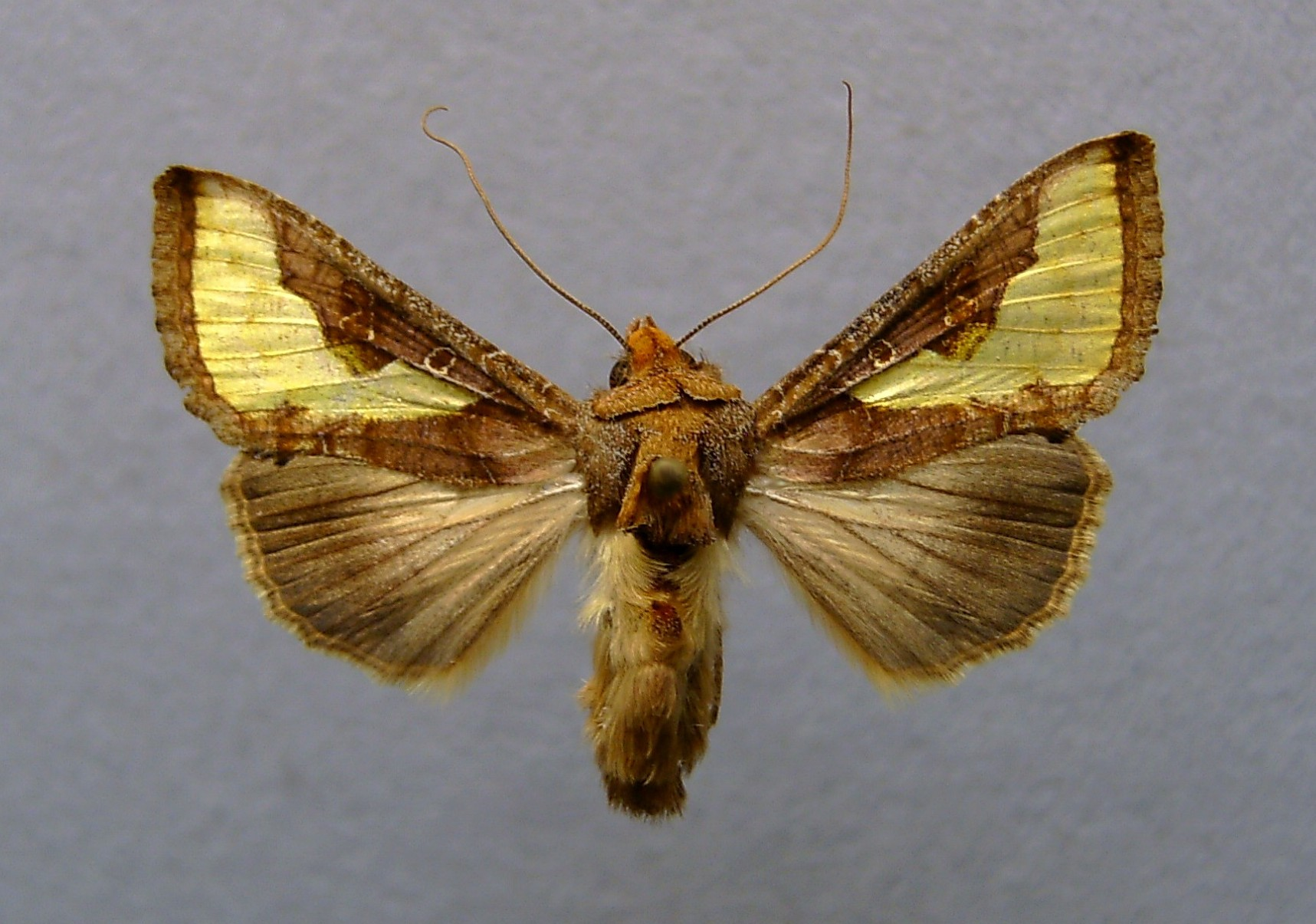
Thysanoplusia orichalcea
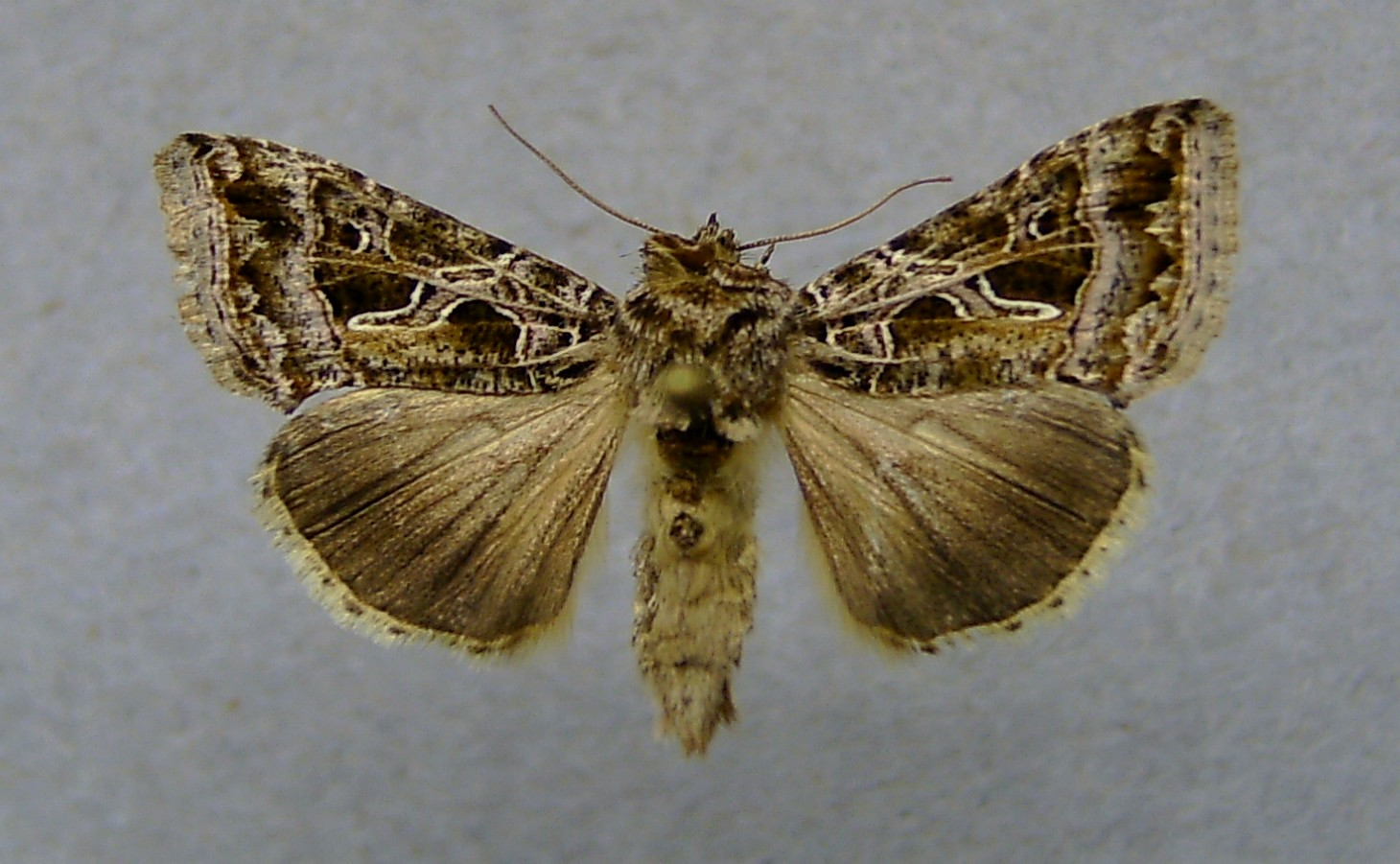
Thysanoplusia daubei
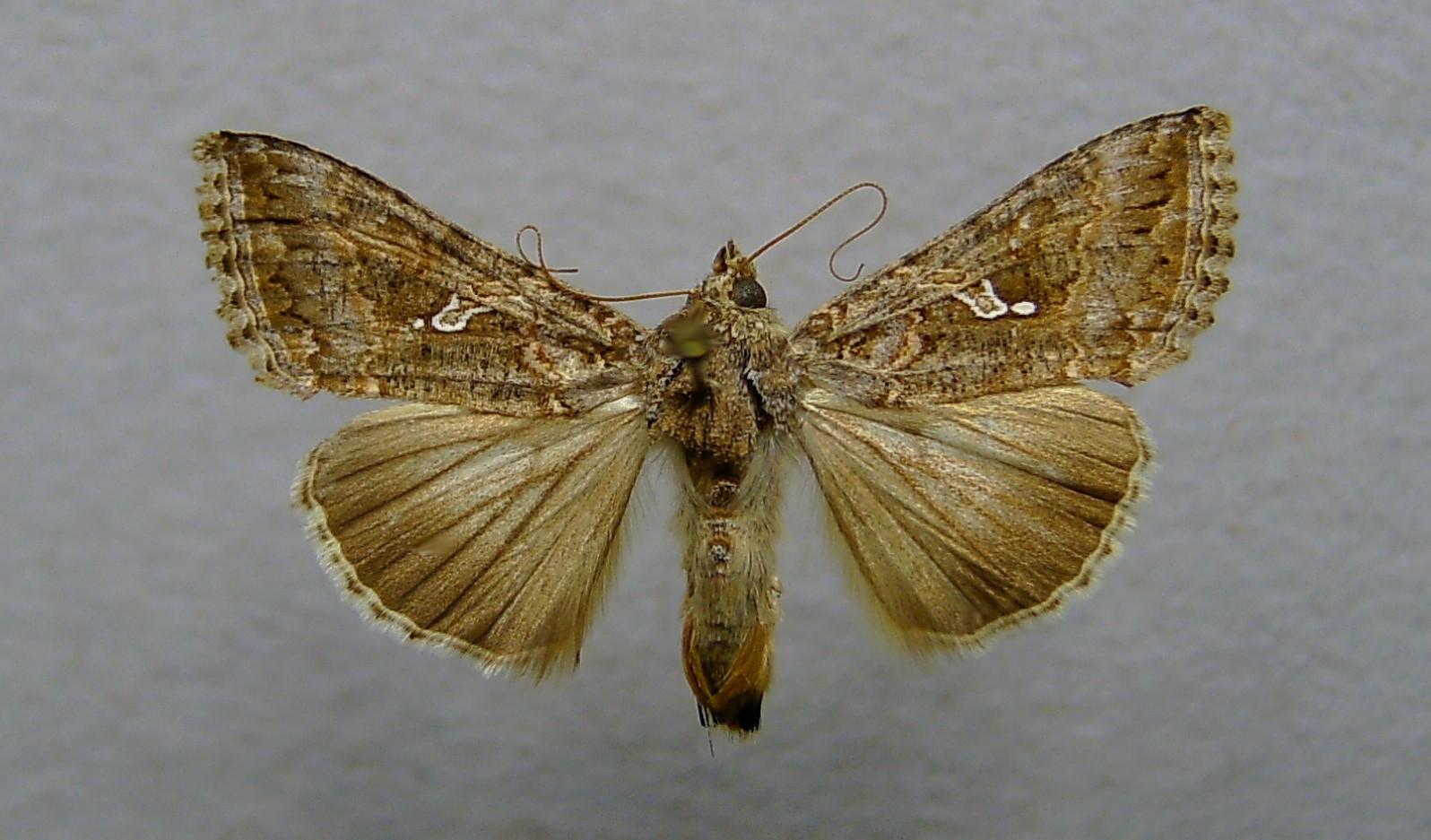
Trichoplusia ni